# Guimiliau
Guimiliau [gimiljo] (en breton : Gwimilio) est une commune du département du Finistère, dans la région Bretagne, en France.

## Toponymie
Son nom est un hagiotoponyme caché issu du breton Gwic (bourg paroissial), provenant lui-même du mot latin vicus, et de l'hagionyme saint Miliau. En 1330 se nommait Ploemilau, puis en 1459 Ploemiliau ensuite Ploumiliau, en 1793 (an II) Guimilian et en 1801 Guimiliau.

## Géographie
| Landivisiau       | Guiclan       | Saint-Thégonnec             |
| Lampaul-Guimiliau | Guimiliau     | Saint-Thégonnec, Penzé      |
| Locmélar          | Saint-Sauveur | Loc-Eguiner-Saint-Thégonnec |

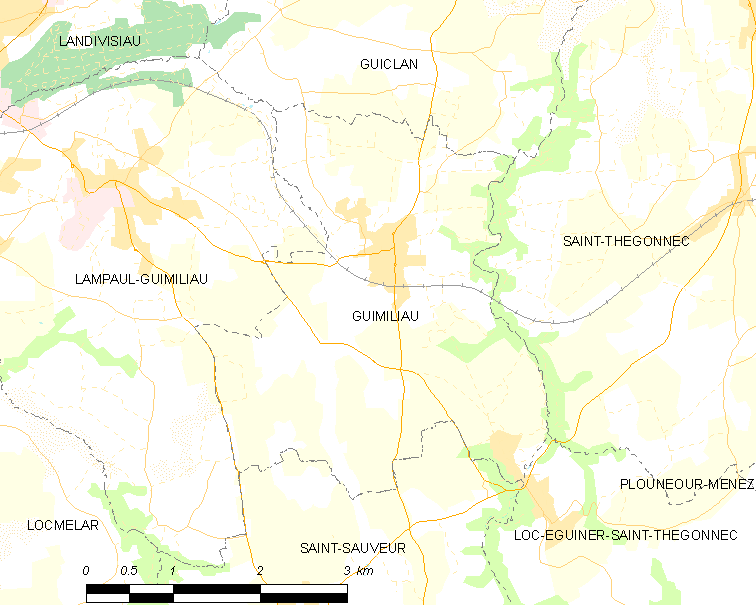
Carte de la commune de Guimiliau.

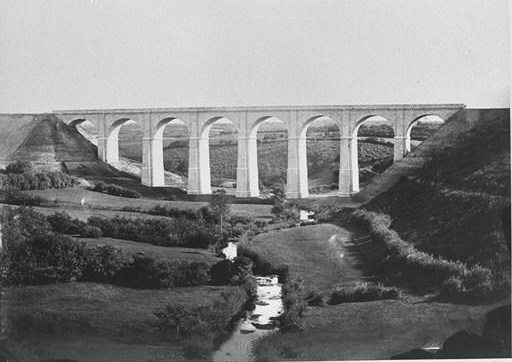
Le viaduc ferroviaire de la Penzé (photo prise entre 1862 et 1865).

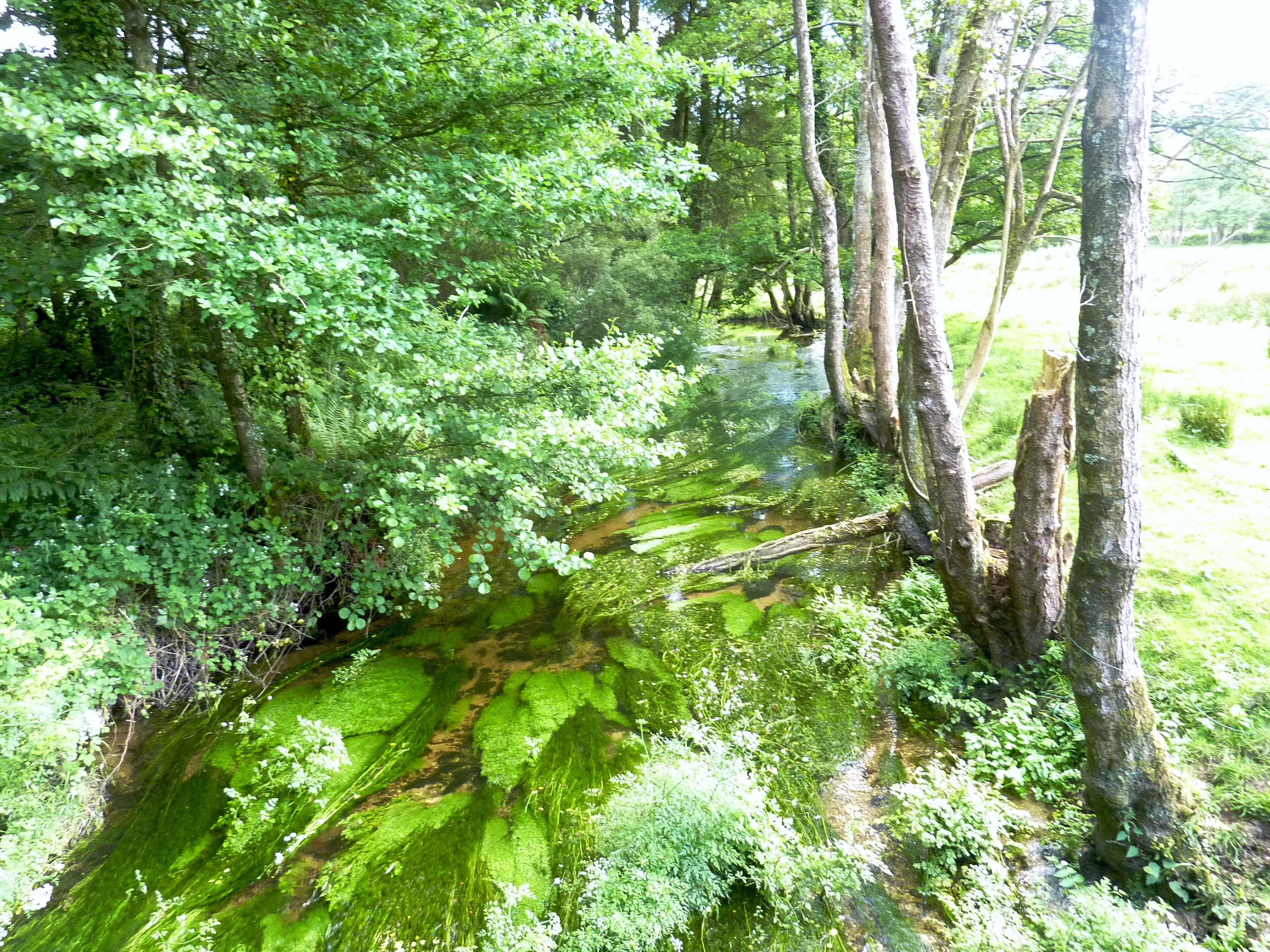
La Penzé près du moulin de Penhoat Huon.

La Penzé, un fleuve côtier dont la source se trouve près du bourg de Plounéour-Ménez, coule à l'est du bourg de Guimiliau et la ligne de chemin de fer Paris-Brest la franchit par un viaduc de 32 mètres de haut. Ce fleuve côtier reçoit son principal affluent, le Coatoulzac'h, juste en aval de Guimiliau. Ce n'est qu'en 1900 (alors que la ligne Paris-Montparnasse-Brest a été achevée en 1865) qu'est construite, aux frais des contribuables locaux, une halte ferroviaire à Guimiliau. La gare de Guimiliau est toujours en service.
Le bourg de Guimiliau est vers 120 mètres d'altitude. La commune est proche du Parc naturel régional d'Armorique situé 9 kilomètres plus au sud.
Dans la rue principale, les maisons au volets clos s'ornent de panneaux « à vendre ». Pourtant, la population augmente doucement et rajeunit.

### Hameaux
- Kerzu est un des villages de Guimiliau, il se situe à l'ouest en direction de Saint-Jacques-en-Guiclan.

### Géologie
Le granite gneissique (orthogneiss) de Sainte-Brigitte, dit aussi « de Guimiliau-Plougonven », daté du précambrien, forme géologiquement un horst alors que les monts d'Arrée situés plus au sud correspondent à un graben.

### Hydrographie
Pour un article plus général, voir Réseau hydrographique du Finistère.
La commune est située dans le bassin Loire-Bretagne. Elle est drainée par la Penzé, le ruisseau le Quillivaron et divers autres petits cours d'eau,.
La Penzé, d'une longueur de 40 km, prend sa source dans la commune de Plounéour-Ménez et se jette  dans la baie de Morlaix entre les communes de Saint-Pol-de-Léon et de Carantec, après avoir traversé neuf communes. 
Le Quillivaron, d'une longueur de 12 km, prend sa source dans la commune de Saint-Sauveur et se jette  dans l'Élorn à Loc-Eguiner, après avoir traversé six communes. 

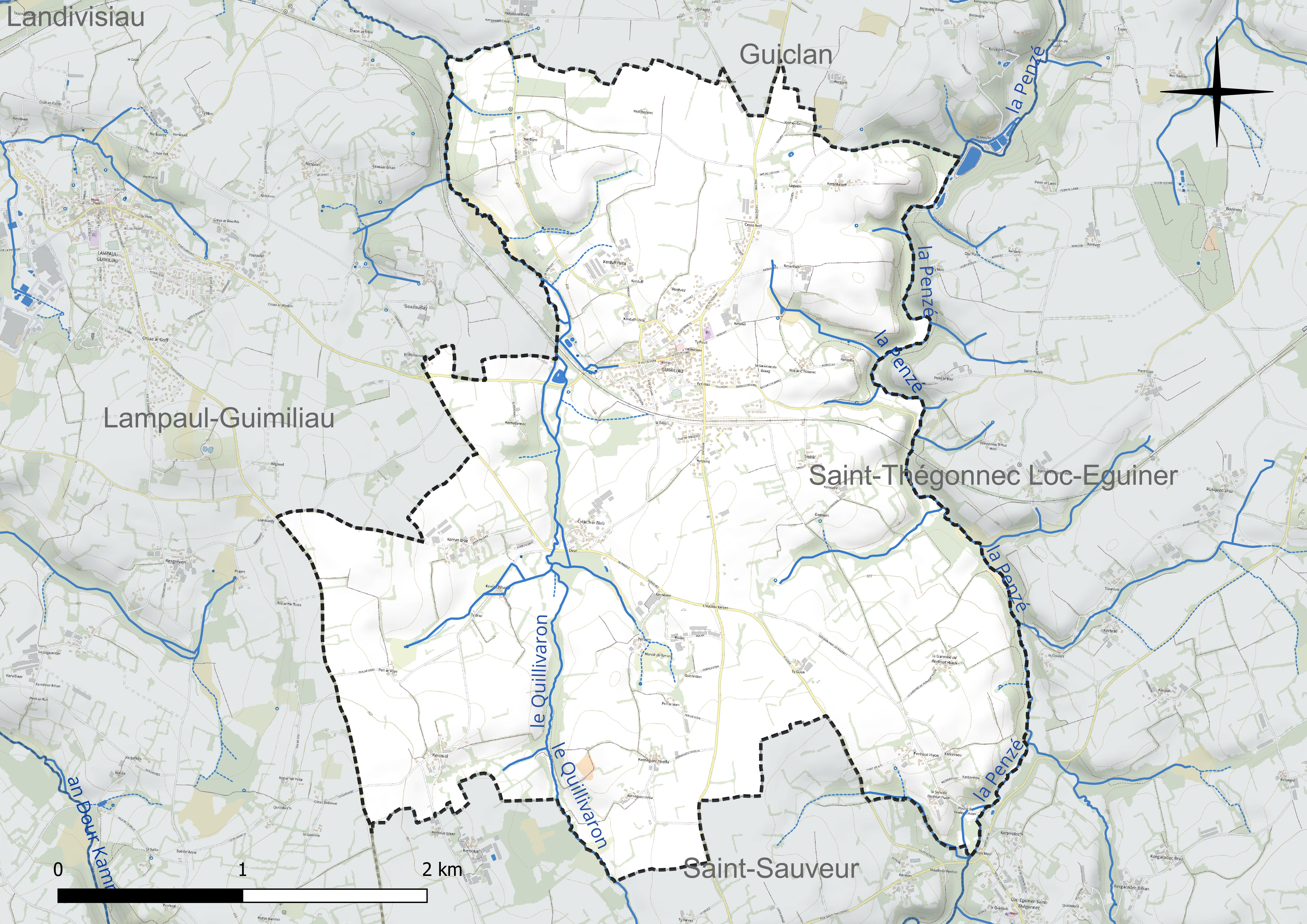
Réseau hydrographique de Guimiliau.

### Climat
Pour des articles plus généraux, voir Climat de la Bretagne et Climat du Finistère.
En 2010, le climat de la commune est de type climat océanique franc, selon une étude du CNRS s'appuyant sur une série de données couvrant la période 1971-2000. En 2020, Météo-France publie une typologie des climats de la France métropolitaine dans laquelle la commune est exposée à un climat océanique et est dans la région climatique  Finistère nord, caractérisée par une pluviométrie élevée, des températures douces en hiver (6 °C), fraîches en été et des vents forts. Parallèlement l'observatoire de l'environnement en Bretagne publie en 2020 un zonage climatique de la région Bretagne, s'appuyant sur des données de Météo-France de 2009. La commune est, selon ce zonage, dans la zone « Monts d'Arrée », avec des hivers froids, peu de chaleurs et de fortes pluies.  
Pour la période 1971-2000, la température annuelle moyenne est de 11,2 °C, avec  une amplitude thermique annuelle de 10,5 °C. Le cumul annuel moyen de précipitations est de 1 048 mm, avec 16,3 jours de précipitations en janvier et 8,2 jours en juillet. Pour la période 1991-2020, la température moyenne annuelle observée sur la station météorologique la plus proche, située sur la commune de Pleyber-Christ à 10 km à vol d'oiseau, est de 11,7 °C et le cumul annuel moyen de précipitations est de 1 101,6 mm,. Pour l'avenir, les paramètres climatiques de la commune estimés pour 2050 selon différents scénarios d'émission de gaz à effet de serre sont consultables sur un site dédié publié par Météo-France en novembre 2022.

## Urbanisme

### Typologie
Au 1er janvier 2024, Guimiliau est catégorisée bourg rural, selon la nouvelle grille communale de densité à 7 niveaux définie par l'Insee en 2022.
Elle est située hors unité urbaine. Par ailleurs la commune fait partie de l'aire d'attraction de Landivisiau, dont elle est une commune de la couronne,. Cette aire, qui regroupe 12 communes, est catégorisée dans les aires de moins de 50 000 habitants,.

### Occupation des sols
L'occupation des sols de la commune, telle qu'elle ressort de la base de données européenne d'occupation biophysique des sols Corine Land Cover (CLC), est marquée par l'importance des territoires agricoles (88,1 % en 2018), en diminution par rapport à 1990 (89,8 %). La répartition détaillée en 2018 est la suivante : 
terres arables (50,7 %), zones agricoles hétérogènes (26,7 %), prairies (10,7 %), zones urbanisées (6 %), forêts (5,9 %). L'évolution de l'occupation des sols de la commune et de ses infrastructures peut être observée sur les différentes représentations cartographiques du territoire : la carte de Cassini (XVIIIe siècle), la carte d'état-major (1820-1866) et les cartes ou photos aériennes de l'IGN pour la période actuelle (1950 à aujourd'hui).

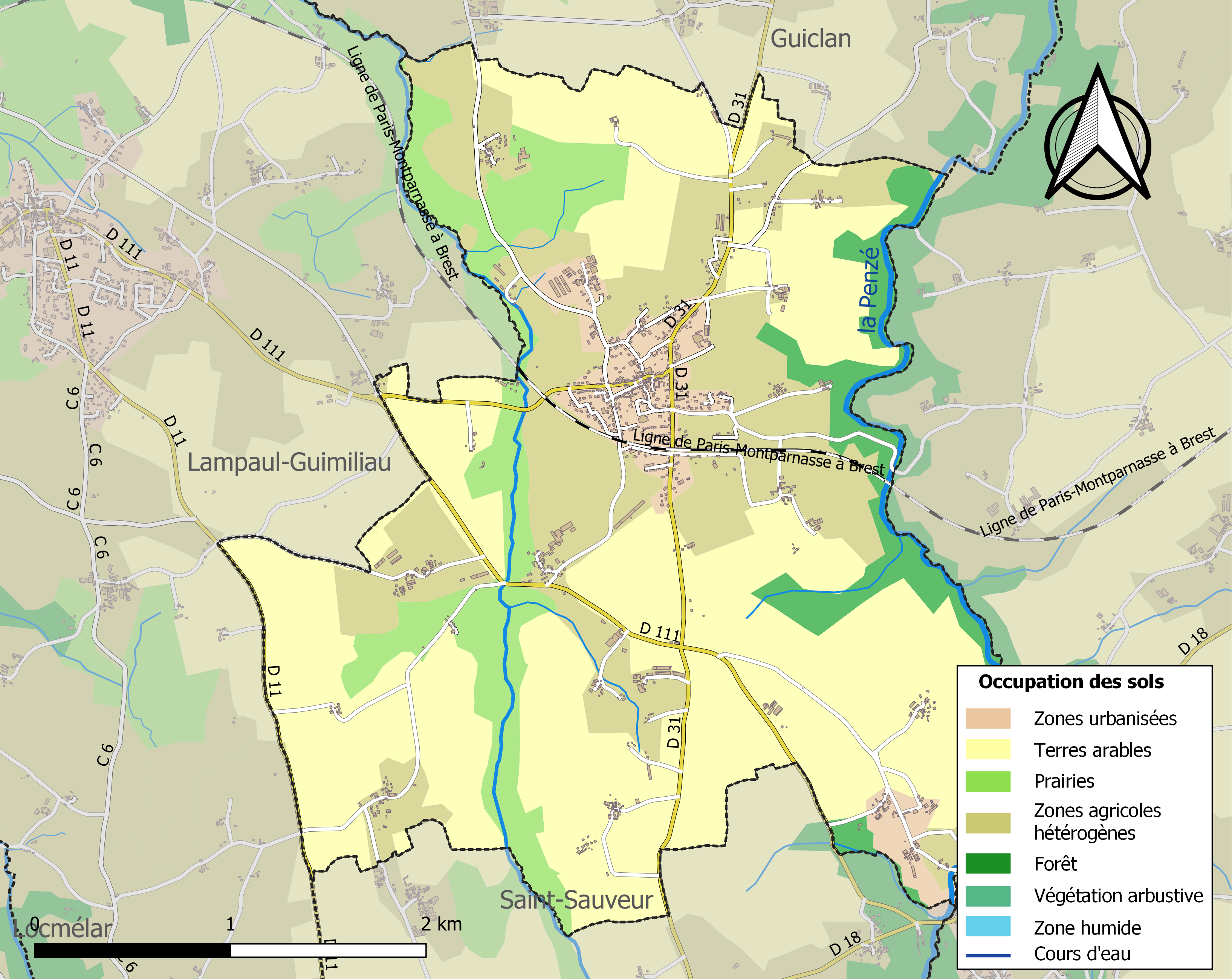
Carte des infrastructures et de l'occupation des sols de la commune en 2018 (CLC).

## Histoire

### Préhistoire et Antiquité
La présence humaine à Guimiliau remonte au paléolithique (7 à 8 000 ans av. J.-C.) comme en témoigne l'abri sous roche de Roc'h Toull (« La roche percée »), situé certes sur le territoire de la commune de Guiclan, mais à proximité de la limite communale avec Guimiliau. Des chambres souterraines de l'âge du fer ont aussi été découvertes.
Un souterrain, contenant une hache en pierre polie en diorite et des cendres a été découvert en 1932 à Kerouaré en Guimiliau. Ce souterrain orienté est-ouest se compose de trois pièces creusées dans du tuf sablonneux : une grande pièce de 3,5 mètres de long sur 2 mètres de large et haute de 1,30 mètre, une deuxième pièce longue de 2,90 mètres sur 2 mètres de large et haute de 1,30 mètre et une troisième mesurant 4 mètres sur 3 mètres.
La voie romaine allant de Vorgium (Carhaix) à l'Aber-Wrac'h passait par Poullaouen, Locmaria-Berrien, Berrien, puis traversait les communes de Plounéour-Ménez, Guimiliau et Lampaul-Guimiliau, passant ensuite au sud-ouest de Landivisiau. Des monnaies romaines ont été trouvées à Creac'h-ar-Bleiz.

### Moyen Âge
La paroisse de Guimiliau faisait partie de l'archidiaconé de Léon relevant de l'évêché de Léon et était sous le vocable de saint Miliau. Elle avait comme trève Lampaul-Guimiliau.
Yvon Le Gall, « paroissien de Guimiliau » fut l'un des trois premiers lieutenants du corsaire Jean Coatanlem dans la première moitié du XVe siècle.
Trois manoirs sont attestées à Guimiliau au Moyen Âge : le manoir de Kerbalanec (familles Le Maucazre dont Golven Le Maucazre en 1500, puis Guengat), celui de Coëtquelfen (ou Coëtquelven : en 1443, le duc de Bretagne François Ier établit Guyon de Coëtquelven comme lieutenant de la Cour en sa juridiction de Lesneven) et celui de Penhoat-Huon (famille Kergoanec).

### L'activité toilière et la rivalité entre les bourgs lors de la construction des enclos paroissiaux
À partir du XVe siècle, Guimiliau devient le centre géographique de l'activité toilière (lin, chanvre) qui va provoquer l'opulence de la région. La famille Bourlès est la plus connue des familles guimiliennes qui se sont investies dans le commerce de la toile, devenant des juloded, possédant un temps six buanderies (ou kanndi) sur la Penzé et ayant eu jusqu'à 140 métiers à tisser dans la région. Hervé Bourlès se mit même à fabriquer des métiers à tisser, ainsi que des batteuses.
Florian Le Roy explique ainsi l'une des causes de la construction des enclos paroissiaux à la fin du XVIe siècle :

« Une rivalité de bourg à bourg se donne libre essor. Pendant un quart de siècle, on va lutter à coups de fontaines, de calvaires, de chaires, de croix processionnelles. Dans le même temps, les fabriciens de Saint-Thégonnec et de Guimiliau passent commande, les premiers d'un arc de triomphe, les seconds d'un calvaire de 150 personnages bien comptés avec tout un déploiement de reîtres et de lansquenets, tels qu'ils les ont observés pendant les guerres de la Ligue. Aussitôt Saint-Thégonnec, pour ne pas être dépassé, commande les croix des deux Larrons. Pleyben se paye un porche monumental et finit par un calvaire. Guimiliau veut alors un baptistère, un buffet d'orgues, une chaire à prêcher comme oncques on ne vit ! C'est bon ! Saint-Thégonnec lui réplique par une chaire digne de Saint-Pierre de Rome et une mise au tombeau d'un sculpteur morlaisien, Lespaignol. Toutes les paroisses de la montagne solitaire s'enflamment d'émulation : Sizun aura son arc de triomphe, Commana un porche merveilleux et Bodilis aussi ! »

Le calvaire, ainsi que les statues et tableaux de l'église servaient de sorte de bande dessinée aux prêtres de l'époque pour faire le catéchisme aux enfants et prêcher aux adultes.

### DuXVIIesiècleauXVIIIesiècle
Au XVIIe siècle, la châtellenie de Daoudour est subdivisée en deux juridictions : celle de "Daoudour-Landivisiau", dite aussi "Daoudour-Coëtmeur", qui avait son siège à Landivisiau et comprenait Plouvorn et ses trèves de Mespaul et Sainte-Catherine, Plougourvest et sa trève de Landivisiau, Guiclan, Saint-Thégonnec, Guimiliau, Lampaul-Bodénès, Pleyber-Christ, Commana et sa trève de Saint-Sauveur, Plounéour-Ménez et pour partie Plouénan ; et celle de "Daoudour-Penzé", qui avait son siège à Penzé et comprenait Taulé et ses trèves de Callot, Carantec, Henvic et Penzé, Locquénolé, Saint-Martin-des-Champs et sa trève de Sainte-Sève.

#### Un voleur originaire de Guimiliau: Jean Mével, dit «Lebreton»
Jean Mével est né le 5 octobre 1730 au bourg de Guimiliau, fils d'Allain Mével, tisserand, et de Françoise Guyot. Il eut au moins un frère et une sœur plus âgés que lui. À quatre ans, il perdit son père, mais passa son enfance à Guimiliau. Il fut engagé pendant trois ans comme « valet de bestiaux » chez un métayer près de Tréguier, puis achetant avec ce qu'il avait gagné de la mercerie à Guingamp, devint colporteur ; en 1750, il est surpris à Tréguier « forçant la boutique d'un marchand » prenant «pour environ quinze cents livres de marchandises, tant en dentelles que bas au métier, que de mouchoirs » afin de les revendre sur les foires et marchés, en compagnie notamment d'Olivier Guilherm, originaire de Guiclan, et principal galant de la célèbre voleuse et chef de bande Marion du Faouët. On retrouve sa trace ensuite à Nantes, où il s'acoquine avec d'autres « vagabonds, contrebandiers et malandrins » et commet divers méfaits, volant des commerçants et commençant à piller des troncs d'église « au moyen de glüe qu'il mettait au bout d'une balleine ». Après une arrestation, il s'enfuit à Angers. En 1752, il est au Folgoët où il pénètre avec trois comparses dans le sanctuaire en enfonçant « un des vitrages » au moyen d'une barre de fer, brise la porte de la sacristie, fracture un coffre et s'empare de 1109 écus. En 1753, il se marie avec Julienne Pomars, veuve d'un de ses complices Guillaume Riou et on retrouve sa trace à Angers, puis à Saumur, passant comme colporteur d'un village à l'autre et continuant, associé principalement désormais à un certain Pierre Ouvrard, ses méfaits, volant des tissus y compris dans l'abbaye de Fontevraud, puis des chevaux près de Nantes. L'un de ces chevaux appartenait au Procureur du Roi au siège présidial de Nantes qui fit rechercher son cheval par la police un peu partout dans la région. Accompagné de sa femme et de complices, il continue son errance, principalement en Touraine à Cinq-Mars, Bléré, etc., vendant de la mercerie d'origine douteuse et tenant un jeu de blanque en dépit des Ordonnances qui l'interdisaient, « contrefaisant tantôt le boëteux, tantôt le manchot », etc. Il est finalement arrêté avec plusieurs de ses complices par Marc Béguin, sénéchal de Réaux à Chouzé, et emmené à Saumur où il est emprisonné, puis le 30 juin 1753 renvoyé avec deux complices devant le présidial de Nantes et réussit à s'évader de la prise royale de cette ville dans la nuit du 27 au 28 février 1754, mais la procédure suit néanmoins son cours et il est condamné par contumace le 29 mai 1754 à être « pendu et étranglé jusqu'à ce que mort s'ensuive », 10 livres d'amende et la confiscation de tous ses biens, son complice Ouvrard étant condamné aux galères à perpétuité. Son effigie est symboliquement pendue sur la place du Bouffay à Nantes. Sans doute en compagnie de sa femme, il se réfugie en Bretagne; on retrouve sa trace à Rennes où il dérobe dans la vieille église Saint-Jean, en compagnie de complices dont Olivier Guilherm, un coffre contenant 700 livres, puis commet un autre vol dans la sacristie des Trois-Maries, à Corps-Nuds. Revenu en Basse-Bretagne, ils forcent la sacristie de l'église de Guiclan et y vole 8 100 livres, en compagnie de Joseph Le Bihan, frère de Marie du Faouët, et d'un nommé Goulierne, originaire de Guiclan. Le 3 avril 1755, il est arrêté sous le pseudonyme de Joseph Lebreton, ainsi que sa femme, Julienne Pomars, et d'autres complices, dans un cabaret de Rennes. Fomentant une révolte dans la prison, il réussit à nouveau à s'évader en compagnie de onze autres prisonniers le 21 avril 1755, mais il est blessé à la tête lors de son évasion. Sa femme, restée en prison, accouche d'une fille le 15 août 1755. Jean Mével retourne alors à Nantes où il est à nouveau arrêté dans la nuit du 23 au 24 septembre 1755 et emprisonné à la prison du Bouffay. Le 13 mars 1756, il est à nouveau condamné « à être pendu et étranglé jusqu'à ce que mort s'ensuive à la potence du Bouffay de cette ville par l'exécuteur de haute justice, après avoir été préalablement appliqué à la question ordinaire et  extraordinaire pour avoir révélation de ses complices ». La « question » lui est administrée le jour même, puis il est exécuté à la tombée de la nuit. Sa femme et d'autres complices, tant de Jean Mével que de Marion du Faouët, furent envoyés à Quimper, puis à Nantes où ils restèrent en prison pendant six années, d'autres furent exécutées comme Marion du Faouët elle-même.

#### La sévérité de la justice à l'époque
En 1773, Christophe Castel, 23 ans, originaire de Lesneven, qui a dérobé 273 livres dans la paroisse de Sizun, et volé un cheval au pâturage sur la paroisse de Guimiliau, est condamné « d'être pendu et étranglé, jusqu'à ce que mort s'ensuive, par l'exécuteur de haute justice, à une potence qui sera pour cet effet plantée à la place publique et patibulaire de la ville [Lesneven]»  et, en outre, à la confiscation de ses meubles et aux dépens.

#### L'importance du culte des morts
Selon A.Delorme, « À Guimiliau, comme à Saint-Thégonnec, nous sommes au centre du pays des Karnels (« ossuaire » ou « charnier » en breton). Nulle part le culte des morts et le souvenir des ancêtres n'y ont été plus pieusement conservés. Aussi, si les monuments religieux y célèbrent tout d'abord la gloire et la puissance de Dieu, ils invoquent principalement sa miséricorde (..), ils évoquent surtout le souvenir des disparus, ils demandent des prières aux survivants et ils montrent la fragilité de la vie humaine. (…) C'est pourquoi (…) tout autour de l'église de Guimiliau, se dressent tout autour des tombes qui couvrent le cimetière, un calvaire, un ossuaire et une chapelle des morts. C'est une enceinte sacrée dans laquelle on pénètre par l'arc de triomphe consacré Guimiliau offre même une particularité exceptionnelle : la chapelle des morts présente une chaire extérieure. Souvent dans cette chaire, le jour des morts, prêche le recteur qui vient de conduire la procession des fidèles à travers le champ funèbre ».

#### La pauvreté et la mendicité
Le recteur de Guimiliau écrit le 13 janvier 1775 : « Le nombre des mendiants domiciliés dans la paroisse et dans la trève de Lampaul monte à 240, en proportion de 1 sur 12 à 13. La source de la mendicité sont le défaut de travail pour quelques-uns (…), l'insuffisance du salaire pour sustenter leur famille, surtout quand le mari artisan tombe malade. L'ivrognerie qui, malheureusement infeste la paroisse et surtout la fainéantise est la cause principale de la plupart des mendiants ».

#### Guimiliau en 1778
Jean-Baptiste Ogée décrit ainsi Guimiliau en 1778 :

« Guimilliau ; à 5 lieues un quart au sud de Saint-Pol-de-Léon, son évêché ; à 37 lieues de Rennes ; et à 4 lieues un quart de Landerneau, sa subdélégation. Cette paroisse, dont la cure est présentée par l'Évêque, relève du Roi et ressortit à Lesneven. On y compte, y compris ceux de Lambol [ Lampaul-Guimiliau ] 3 800 communiants. Ses maisons nobles sont Coëtquelven et Kerbalanec. (...) Ce territoire forme un pays plat, où les terres non cultivées sont aussi étendues que les terres en labeur. »

### La Révolution française et leXIXesiècle

#### La Révolution française
Un député représentait la paroisse de Guimiliau lors de la rédaction du cahier de doléances de la sénéchaussée de Lesneven le 1er avril 1789, c'était Bernard Maguet.
Le moulin à tan de Kerbalanec, couvert de genêt, est vendu comme bien national en 1801.

#### Les foires et marchés
En 1840, 12 foires, spécialisées dans le commerce des bêtes à cornes et des porcs, se tenaient chaque année à Guimiliau : trois d'entre elles étaient reconnues officiellement, le 2e mercredi de mars, juillet et septembre, mais neuf autres, non reconnues officiellement se tenaient depuis un temps immémorial le troisième lundi des mois de janvier, février, avril, juin, août, septembre, octobre et décembre, toutes qualifiées de « très utiles et très importantes » par le sous-préfet de Morlaix.

#### Guimiliau en 1843

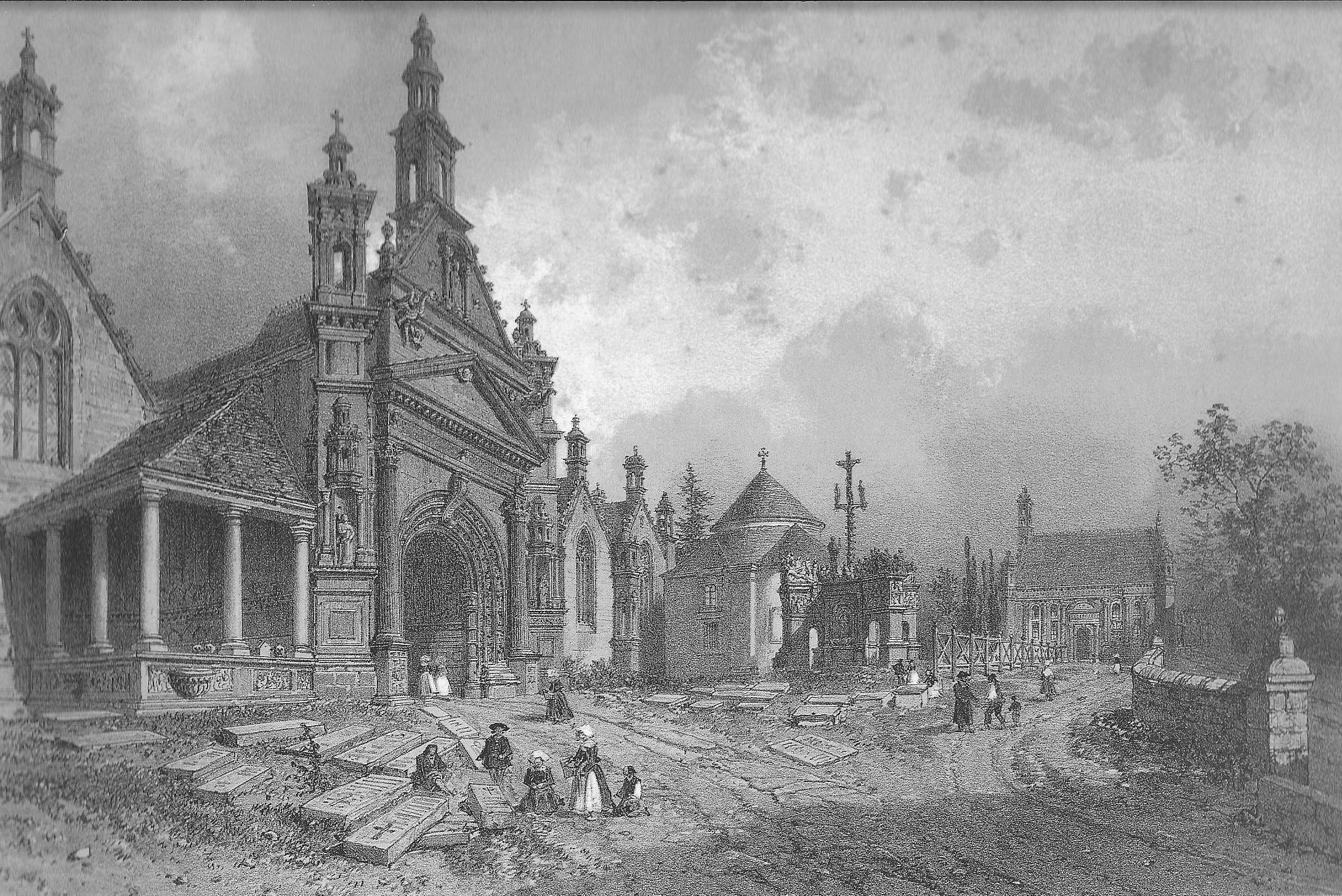
Eugène Cicéri : Église et calvaire de Guimiliau (dessin publié en 1867).

En 1825, l'évêque de Quimper et de Léon supprima le pardon de Guimiliau « par rapport aux scandales et aux désordres qui s'y commettent ».
A. Marteville et P. Varin, continuateurs d'Ogée, décrivent ainsi Guimiliau en 1843 :

« Guimilliau (sous l'invocation de saint Milliau, prince breton qui vivait au IXe siècle) : commune formée par l'ancienne paroisse du même nom, moins sa trève Lampaul ; aujourd'hui succursale. (...). Principaux villages : Kerforn, Kerdu, Creac'h-ar-Bleis, Kerrun, Keroual, Penhoat-Huon, Treillic. Maison remarquable : manoir de Kervern. Superficie totale : 1 122 hectares, dont (...) terres labourables 864 ha, prés et pâtures 21 ha, vergers et jardins 1 ha, bois 22 ha, landes et incultes 75 ha (...). Moulins : 5 (de Kerdu, de Kerhallanec, de Penhoat-Huon, à eau. (...) Il y a en cette commune un seul pardon, qui dure un jour et attire peu d'affluence. L'agriculture n'est point, comme le dit Ogée, envahie par les terres incultes. Il paraît, d'après ce que dit Cambry, qu'il y avait autrefois des tanneries dans cette paroisse ; aujourd'hui il n'y en a plus. Le Gall, auteur de plusieurs petits poèmes bretons qui jouissent d'une certaine renommée, a été curé de Guimilliau [Guimiliau].Il y a foire les deuxièmes mardis de mars, juillet et novembre. Géologie : la plus grande partie de la commune repose sur gneiss ; le granite se montre à l'est, et les terrains schisto-argileux dans l'ouest et le nord. On parle le breton. »

#### La vie agricole
Guimiliau a longtemps été aussi un pays de tannerie, d'élevage des chevaux et d'apiculture. Selon des statistiques agricoles publiées en 1849 et concernant selon les productions des années comprises entre 1836 et 1846, la totalité de la population agricole en 1831 est de 1 464 personnes, soit la totalité de la population communale. La répartition de l'occupation des terres est en 1836 la suivante : 864 ha de terres arables, 75 ha de landes et bruyères, 23 ha de bois, taillis et plantations, 22 ha de prairies naturelles ; la commune possédait alors 5 moulins en activité. Les paysans de Guimiliau cultivaient à l'époque 273 ha de froment, 147 ha d'avoine, 130 ha d'orge, 4 ha de seigle, 69 ha de sarrasin, 14 ha de lin, 3 ha de chanvre, 26 ha de navets, betteraves, carottes et choux (dont 17 ha de navets), 130 ha de trèfle, 43 ha de pommes de terre, 71 ha d'ajoncs d'Europe, 60 ha restant en jachère, et élevaient 172 chevaux (69 mâles, 24 hongres, 40 juments, 39 poulains), 223 bovins (dont 170 vaches), 120 porcs, 18 ovins (1 bélier, 10 moutons, 4 brebis, 3 agneaux), 100 poules et 40 coqs, 20 canards, et possédaient 144 ruches à miel.

#### Les paroissiens de Guimilau vus par leurs recteurs: Jean Sévézen et Louis Keraudren
Jean Sévézen (1817-1890) fut recteur de Guimiliau entre 1861 et 1872 ; il a écrit à propos des « juloded » (paysans enrichis par le commerce de la toile ou des tanneries) de Guimiliau :

« Les habitants de Guimiliau et des paroisses voisines sont essentiellement orgueilleux. Avec cela, ils sont ignorants, et dans leur ignorance, ils se croient plus que les autres, même plus que leurs prêtres. (...) Outre l'orgueil et la fierté, ce qui caractérise le plus les habitants de Guimiliau, c'est l'avarice, et même l'avarice la plus sordide pour leur église et pour leurs prêtres. Il y a telles gens dans la paroisse qui n'ont jamais donné un centime aux marguillers de l'église et qui s'en vantent. Ils conseillent même aux autres de ne rien donner au Saint, qui, disent-ils, est plus riche qu'eux, ni aux prêtres qui, selon eux, ont toujours assez puisqu'ils sont rétribués par le gouvernement. Ils sont enchantés quand ils voient embellir leur église, mais ils se refusent à y contribuer. C'est là l'affaire des prêtres, puisque ce sont les prêtres qui en usent le plus. Le croirait-on ? Il s'est vu dans la paroisse des gens qui ont dix-huit cents francs ou deux mille francs de rente, et qui ont osé donner trois sous aux prêtres pour leur quête. C'est si peu de chose que je n'ai pas cru digne de moi de faire la quête du prédicateur après Pâque : je l'ai toute laissée à mon vicaire. »

Un des successeurs de Jean Sévézen, Louis Keraudren, qui fut recteur de Guimiliau entre 1897 et 1912, écrit en 1905 que les « juloded » membres du conseil de fabrique « lui chicanaient quelques sous pour l'achat d'un drap mortuaire ». Il accusa même certains « juloded » de piller l'argent du conseil de fabrique qui, au lieu d'être enfermé dans le coffre à trois clefs du presbytère, se trouvait déposé dans la propre maison du trésorier. Déjà Jean Sévézen avait écrit en 1861 que « le recteur a besoin de la plus grande vigilance (…) pour empêcher la fabrique d'être pillée par la commune ». Le dimanche de Quasimodo de l'année 1904, le conseil de fabrique décida de supprimer le traitement versé aux organistes qui étaient alors deux sœurs célibataires, les demoiselles Floc'h, qui avaient de plus leur mère à leur charge, en dépit de leurs protestations.
Le pourcentage de conscrits illettrés à Guimiliau entre 1858 et 1867 est de 52 %.

#### Lagare de Guimiliau

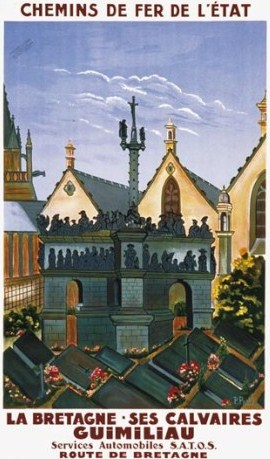
Affiche de propagande touristique (1930).

En 1878, la Chambre de commerce de Brest demanda que le raccordement de la ligne ferroviaire devant desservir Roscoff avec la ligne Paris-Brest se fasse à Guimiliau plutôt qu'à Morlaix, mais elle n'obtint pas satisfaction compte tenu des avis formulés par la plupart des autres personnes et organismes concernés. La construction d'une halte ferroviaire desservant Guimiliau fut néanmoins décidée, en dépit de l'opposition des « juloded » à la création de cette halte ferroviaire, comme le montre cette lettre de Louis Keraudren, recteur de Guimiliau, écrite en septembre 1899 :

« Oui, mon cher ami, il y aura une halte à Guimiliau, malgré les « julots » ! Si Monsieur de Mun, que j'ai tant importuné, harcelé, pour obtenir cette halte, connaissait les intentions égoïstes de mes « julots » ! Mais je me garderai bien de les lui révéler. »

Probablement les « juloded » de Guimiliau, qui rêvaient d'immobilisme social, avaient-ils peur que le progrès technique n'apporte avec lui des idées nouvelles.
En 1896, un document indique que les Sœurs de l'Immaculée Conception de Saint-Méen assistaient et soignaient gratuitement les malades de Guimiliau à domicile.

### LeXXesiècle

#### Description de Guimiliau vers 1900

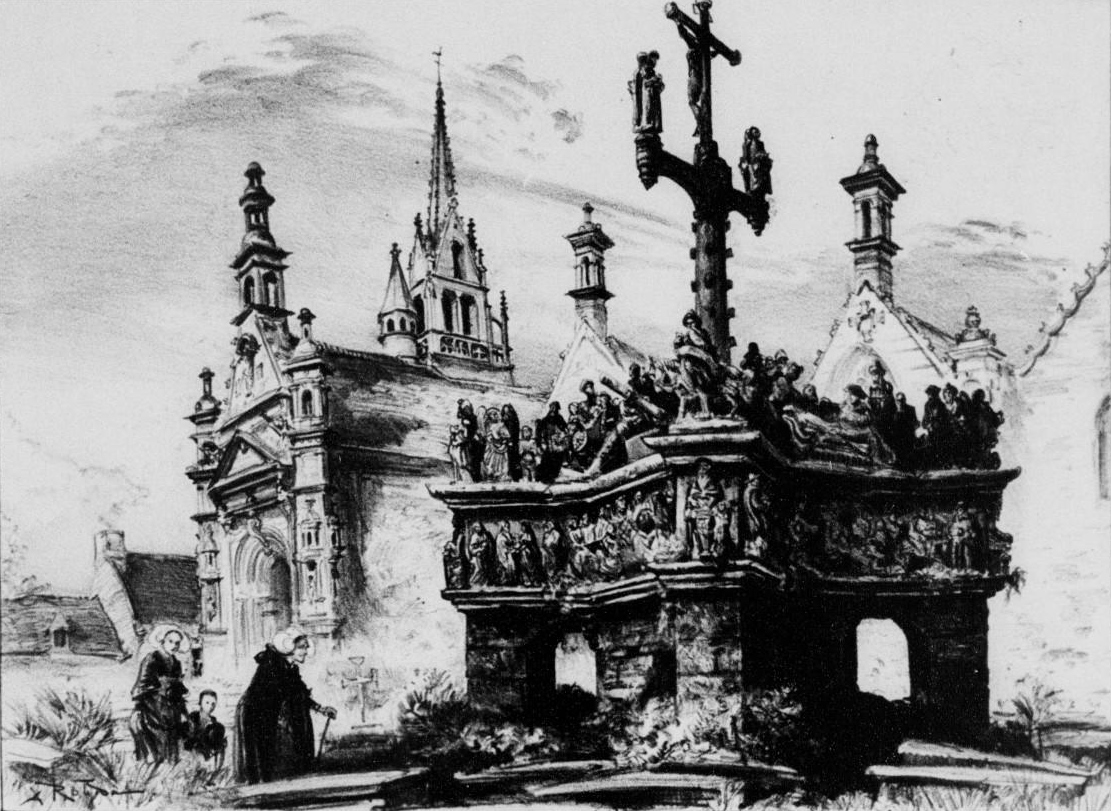
Le calvaire de Guimiliau vers 1900 (lithographie d'Albert Robida)

Albert Clouard en 1892 dans Tro-Breiz fait une longue et intéressante description de Guimiliau. Il commence par décrire l'enclos paroissial :

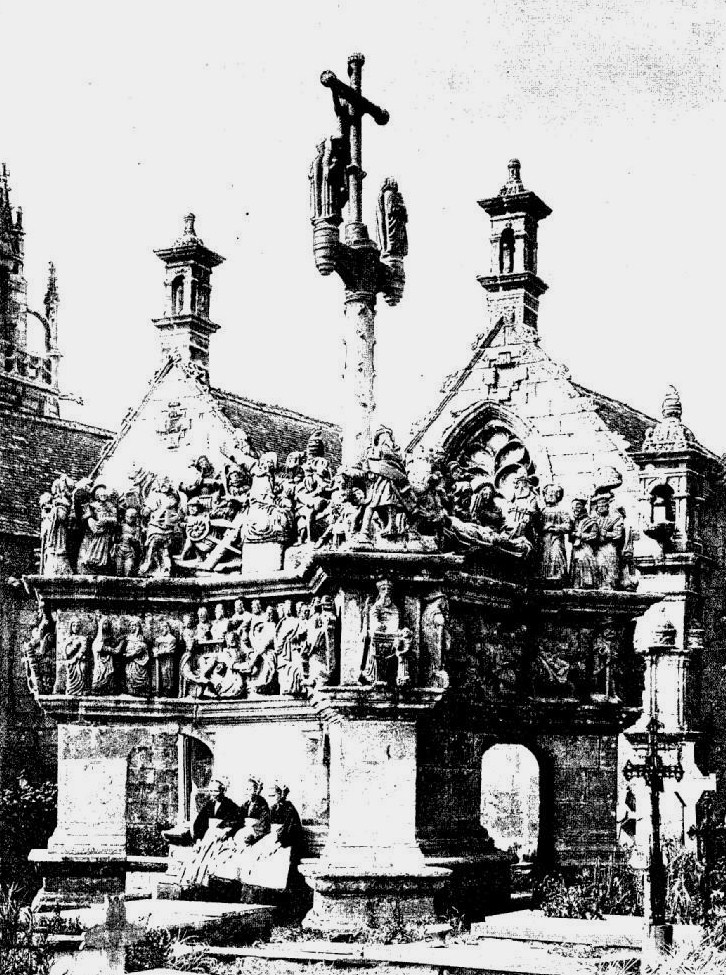
Le calvaire de Guimiliau en 1902

« Guimiliau est un véritable musée. (...) Le sanctuaire dédié à saint Milliau (..) date en grande partie du XVIe siècle. De la tour, couronnée d'une galerie flamboyante et flanquée d'une tourelle ronde, s'élance une flèche et des clochetons. es pignons sont dentelés de crochets et les contreforts terminés par des pinacles carrés, évidés à jour. Dans l'angle du poche latéral, un petit charnier soutenu de six colonnes et orné de bas-reliefs, s'adosse, renfermant des têtes de mort encloses dans des boîtes. Le porche, du style Renaissance le plus pur, est très beau. Il est décoré d'ornements variés et gracieux (...) parmi lesquels on remarque Ève donnant le sein au petit Abel et branlant du pied le berceau de Caïn, puis Noé voguant dans un vaisseau tout équipé, ses fils Sem, Cham et Japhet découvrant leur père jeté par le jus de la grappe dans une ivresse licencieuse, et différents autres sujets (...). À l'intérieur de l'église, on voit de beaux vitraux.(...) Dans le cimetière, on admire d'autres merveilles. C'est d'abord la porte triomphale, puis la chapelle funéraire dédiée à saint Roch, qu'une similitude de nom a fait le patron des pierres levées (roc). Cet édifice est décoré de clochetons, de bénitiers, et d'une chaire extérieure où, le jour de la fête des morts, le recteur de la paroisse prêche aux fidèles agenouillés parmi les ossements de leurs parents et amis. Mais le monument qui attire le plus l'attention est le calvaire au milieu des tombes. (...) Cinq contreforts percés d'arcades rayonnent autour. Un escalier dissimulé conduit sur la plate-forme où s'élève une croix dont les branches portent des figurines. Au-dessous, et bordant de l'entablement, se déroule une longue théorie de personnages tenant les principaux rôles de cette tragédie qui s'appelle « la vie du Christ », depuis l'Adoration des mages jusqu'à la Résurrection. Tous sont vêtus à la mode du XVIe siècle : les femmes portent le col évasé et les coiffures à la Médicis, les soldats des habits à la Henri III, des hauts-de-chausses bouffants à crevés, de larges fraises godronnées, des toquets à plume, des cabassets et des rondaches. Le diable est affublé d'une robe de moine, Pilate d'une mitre d'évêque, saint Pierre tient à la main l'oreille de Malchus. L'un des plus curieux épisodes est celui du transport de la Croix, où l'on voit le Christ précédé d'une troupe de gens battant tambour et soufflant de l'olifant. Une autre scène, n'ayant rien à voir avec les autres, est particulièrement remarquable : elle représente Catell Collet précipitée par des démons grotesques dans l'enfer, que figure naïvement la gueule d'un dragon. Selon une gwerz populaire, Catel Collet, ou « Catherine la Perdue », ayant caché une faute à son confesseur, fut condamnée aux tourments éternels Mais elle revint sur terre, quelques années plus tard, pour faire à ses parents et amis cette révélation : »

 Chetu va dorn quiriec d'am c'heuz

 Ha chetu sa zeol argarzuz

 Va dorn en deuz gret ar pec'het

 Ha ra zeot en deuz he nec'het.

 Voici ma main cause de mon malheur

 Et voici ma détestable langue

 Ma main qui a fait le péché

 Et ma langue qui l'a nié.

Albert Clouard, dans le même ouvrage, décrit aussi les costumes portés à l'époque par les habitants de Guimiliau :

« Les hommes (...) portent un habit large, fendu à quatre basques, orné de poches à patelettes, de rangées de boutons serrés et de fausses boutonnières artistement brodées, puis, dessous, un gilet toujours entr'ouvert, tombant très bas sur les cuisses et ceint à la taille d'un turban bleu. Quelques rares vieillards ont encore conservé l'ample bragou flottant, arrêté au-dessous du genou, le serre-tête de toile blanche que recouvre le grand chapeau de feutre. Et dans leur sévère costume entièrement noir, ils semblent de fiers gentilshommes du temps de Louis XIII descendus de leurs vieux cadres dédorés. L'habillement des femmes n'est guère plus joyeux ; cependant l'étoffe sombre est relevée de galons rouges ou violets, bordant les parements, le col et le revers du justin. De plus, une collerette tuyautée recouvre leurs épaules, mais elle tend à disparaître et on la remplace par un long châle bleu ou gris. La coëffe appelée tintammant est accompagnée, de chaque côté, de barbes étroites, relevées sur la tête et épanouies sur la nuque en éventail. »

Le docteur Chevrey fait remarquer, à la suite de son voyage en Bretagne en 1924 : « Chose curieuse, ces trésors architecturaux s'élèvent au milieu d'infimes villages, de bourgades misérables. Ce fut pourtant, naguère, une région riche, bien déchue maintenant, de sa splendeur. (…) Toute cette prospérité a disparu. Il ne reste dans les églises, comme témoins de ce passé mort, que les inscriptions à demi-effacées des tombes de ces riches marchands, que leurs crânes logés dans d'étroites boîtes ajourées, entassées les unes sur les autres autour du maître-autel, sur la corniche des entablements, comme des bibelots funèbres sur une pieuse étagère ».
Gustave Geffroy en 1902 décrit « les hommes vêtus de drap noir, veste ou habit court à quatre petites basques carrées, long gilet garni de boutons serrés, pantalons tombants, bordures de velours, large ceinture bleue, chapeau rond à rubans, souliers à boucles » et note « une très forte ressemblance avec le costume espagnol ».
En 1892, Constant de Tours écrit dans Vingt jours en Bretagne que « pendant l'hiver, on y vient d'Espagne acheter des bidets excellents pour les ascensions des sierras »
Des halles existaient à Guimiliau au début du XXe siècle, peintes par Joseph-Félix Bouchor.

##### La Belle Époque
En réponse à une enquête épiscopale organisée en 1902 par François-Virgile Dubillard, évêque de Quimper et de Léon en raison de la politique alors menée par le gouvernement d'Émile Combes contre l'utilisation du breton par les membres du clergé, le recteur de Guimiliau, l'abbé Keraudren, écrit : « Le catéchisme et les instructions [religieuses] se font et ne peuvent se faire, qu'en breton ».

##### La Première Guerre mondiale
Le monument aux morts de Guimiliau porte les noms de 62 soldats de la commune morts pour la France pendant la Première Guerre mondiale.

#### La Seconde Guerre mondiale
Le monument aux morts de Guimiliau porte les noms de 7 personnes mortes pour la France pendant la Seconde Guerre mondiale.
Le viaduc ferroviaire de Guimiliau est bombardé par des avions alliés le 24 juillet 1944. Un maquis FFI se crée à Guimiliau ; Claude Kerléo, de Lampaul-Guimiliau, témoigne de la journée du 5 août 1944 : « Notre mission est de défendre le viaduc de la voie ferrée Brest-Morlaix qui servira à la logistique des alliés à leur arrivée. Ce soir nous avons reçu un parachutage de matériel impressionnant : mitraillettes, fusils mitrailleurs, lance-roquettes, explosifs... mais surtout 12 parachutistes américains de l'OSS qui sont là pour nous former et coordonner nos actions. Comme nous manquons de tout depuis le début de la guerre, les parachutes des containers sont rapidement réemployés. C'est ainsi que je me fais confectionner [une] chemise ».

#### L'après Seconde Guerre mondiale
Le monument aux morts de Guimiliau porte les noms de 4 soldats morts pour la France pendant la guerre d'Algérie.

##### Les activités agricoles modernes
Les agriculteurs de Guimiliau pratiquent des élevages hors-sol importants de volailles et de porcs.

## Population et société

### Démographie

#### Évolution démographique
En 1772, avec sa trève de Lampaul-Bodénès (Lampaul-Guimiliau), la paroisse comptait 3 000 « communiants ».
L'évolution du nombre d'habitants est connue à travers les recensements de la population effectués dans la commune depuis 1793. Pour les communes de moins de 10 000 habitants, une enquête de recensement portant sur toute la population est réalisée tous les cinq ans, les populations de référence des années intermédiaires étant quant à elles estimées par interpolation ou extrapolation. Pour la commune, le premier recensement exhaustif entrant dans le cadre du nouveau dispositif a été réalisé en 2006.

En 2022, la commune comptait 1 000 habitants, en évolution de −1,57 % par rapport à 2016 (Finistère : +2,16 %, France hors Mayotte : +2,11 %).
| 1793  | 1800  | 1806  | 1821  | 1831  | 1836  | 1841  | 1846  | 1851  |
| ----- | ----- | ----- | ----- | ----- | ----- | ----- | ----- | ----- |
| 1 841 | 1 557 | 1 328 | 1 397 | 1 464 | 1 495 | 1 590 | 1 596 | 1 530 |

| 1856  | 1861  | 1866  | 1872  | 1876  | 1881  | 1886  | 1891  | 1896  |
| ----- | ----- | ----- | ----- | ----- | ----- | ----- | ----- | ----- |
| 1 497 | 1 625 | 1 625 | 1 521 | 1 523 | 1 526 | 1 511 | 1 584 | 1 562 |

| 1901  | 1906  | 1911  | 1921  | 1926  | 1931  | 1936 | 1946 | 1954 |
| ----- | ----- | ----- | ----- | ----- | ----- | ---- | ---- | ---- |
| 1 516 | 1 453 | 1 461 | 1 275 | 1 156 | 1 043 | 949  | 988  | 817  |

| 1962 | 1968 | 1975 | 1982 | 1990 | 1999 | 2006 | 2011  | 2016  |
| ---- | ---- | ---- | ---- | ---- | ---- | ---- | ----- | ----- |
| 786  | 756  | 700  | 760  | 791  | 814  | 921  | 1 007 | 1 016 |

| 2021  | 2022  | - | - | - | - | - | - | - |
| ----- | ----- | - | - | - | - | - | - | - |
| 1 004 | 1 000 | - | - | - | - | - | - | - |

Commentaire : la population reste stable jusqu'au début du XXe siècle, puis baisse de plus de 50 % pendant les deux premiers tiers du XXe siècle en raison d'un important exode rural, le minimum démographique étant atteint en 1975 avec seulement 700 habitants, mais croît à nouveau depuis cette date, gagnant 243 habitants entre 1975 et 2008. Le solde migratoire est redevenu positif depuis 1975 ainsi que l'accroissement naturel depuis 1982 ; de 1999 à 2008 inclus, la commune a enregistré 142 naissances pour 76 décès, donc un accroissement naturel de 66 personnes en 10 ans. La population s'est rajeunie : en 2007, Guimiliau comptait 27,5 % de jeunes de 0 à 19 ans pour 15,6 % de personnes âgées de 65 ans et plus. Proche de Landivisiau, Guimiliau est atteinte par la périurbanisation qui tend à transformer la commune en ville-dortoir. Entre 1999 et 2007, le nombre des logements est passé de 397 à 457, augmentant donc de 60 unités, augmentant de + 15 % en 8 ans. L'augmentation a été identique pour les seules résidences principales, passées pendant la même période de 326 à 386. L'habitat est essentiellement pavillonnaire (434 maisons, soit 94,9 % du total des logements en 2007).

#### Évolution du rang démographique
| selon la population municipale des années : | 1968 | 1975 | 1982 | 1990 | 1999 | 2006 | 2009 | 2013 |
| Rang de la commune dans le département      | 214  | 215  | 207  | 196  | 193  | 187  | 186  | 179  |
| Nombre de communes du département           | 286  | 283  | 283  | 283  | 283  | 283  | 283  | 283  |

En 2017, Guimiliau était la 182e commune du département en population avec ses 1 009 habitants (en vigueur au 1er janvier 2020), derrière Sainte-Sève (181e avec 1 016 habitants) et devant Beuzec-Cap-Sizun (183e avec 1 001 habitants).

#### Pyramide des âges
La population de la commune est relativement jeune.
En 2018, le taux de personnes d'un âge inférieur à 30 ans s'élève à 38,0 %, soit au-dessus de la moyenne départementale (32,5 %). À l'inverse, le taux de personnes d'âge supérieur à 60 ans est de 19,0 % la même année, alors qu'il est de 29,8 % au niveau départemental.
En 2018, la commune comptait 519 hommes pour 488 femmes, soit un taux de 51,54 % d'hommes, largement supérieur au taux départemental (48,59 %).
Les pyramides des âges de la commune et du département s'établissent comme suit.
| Hommes | Classe d’âge | Femmes |
| ------ | ------------ | ------ |
| 0,2    | 90 ou +      | 0,4    |
| 4,0    | 75-89 ans    | 8,0    |
| 12,1   | 60-74 ans    | 13,3   |
| 20,1   | 45-59 ans    | 19,0   |
| 23,3   | 30-44 ans    | 23,7   |
| 14,1   | 15-29 ans    | 13,6   |
| 26,1   | 0-14 ans     | 21,9   |

| Hommes | Classe d’âge | Femmes |
| ------ | ------------ | ------ |
| 0,7    | 90 ou +      | 2,2    |
| 7,8    | 75-89 ans    | 11,5   |
| 19,2   | 60-74 ans    | 20,1   |
| 20,8   | 45-59 ans    | 19,7   |
| 17,7   | 30-44 ans    | 16,6   |
| 17,1   | 15-29 ans    | 14,7   |
| 16,8   | 0-14 ans     | 15,2   |

## Monuments et sites
« Aucune [commune rurale du Finistère] n'offre autant de beautés architecturales (…) : arc de triomphe faisant entrée de cimetière, clocher, porche, ossuaire, calvaire, sacristie, et, à l'intérieur, un mobilier d'une richesse (…) sans pareilles : autels, chaire à prêcher, tribune et buffet d'orgues, baptistère. L'art breton, si affiné et si fécond à la fin du XVIe siècle et dans le cours du XVIIe siècle, y a prodigué ses chefs-d'œuvre ».
- Un des plus remarquables enclos paroissiaux avec son calvaire[78] de 200 personnages[79].

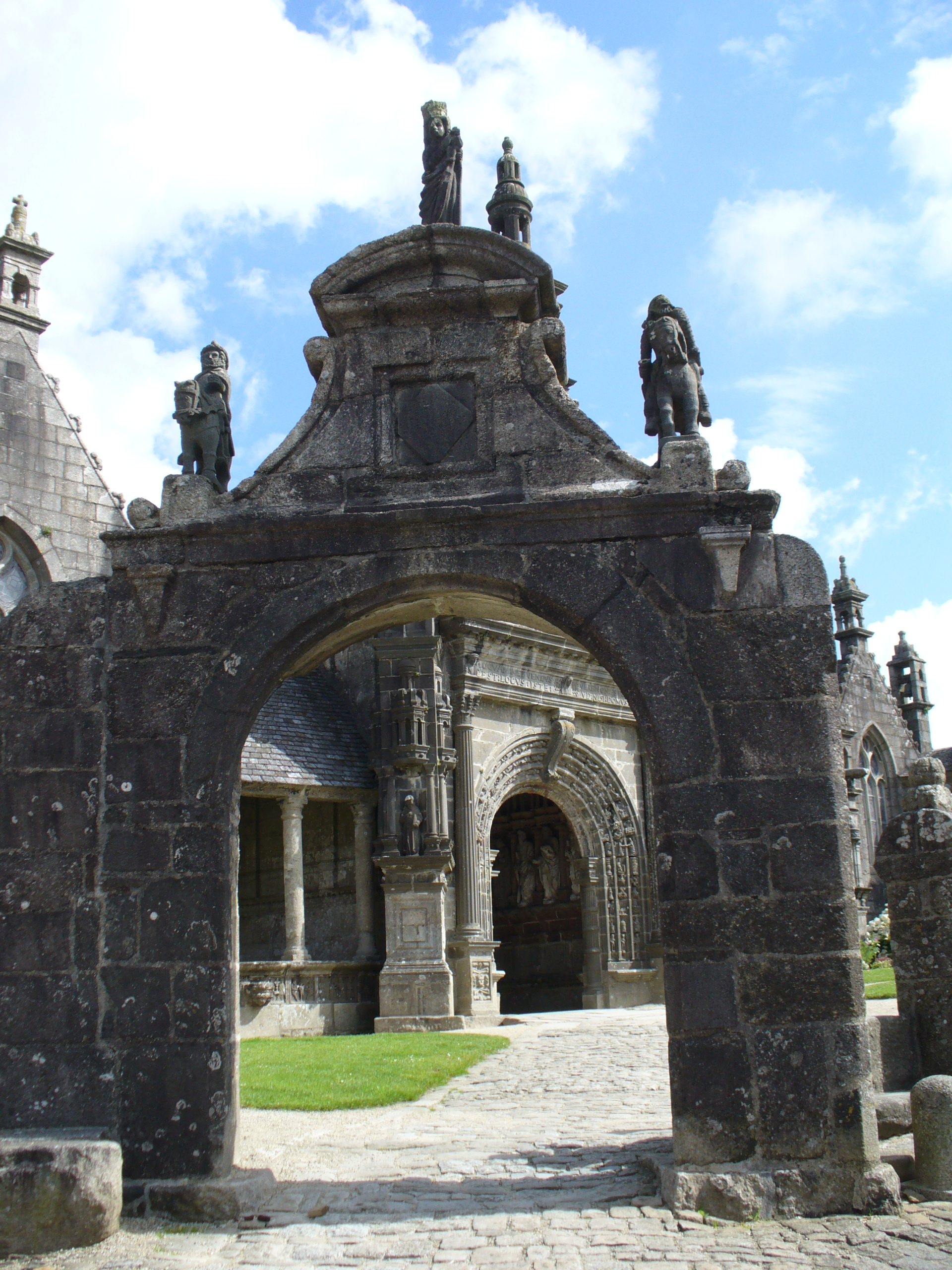
La Porte triomphale de l'enclos paroissial.
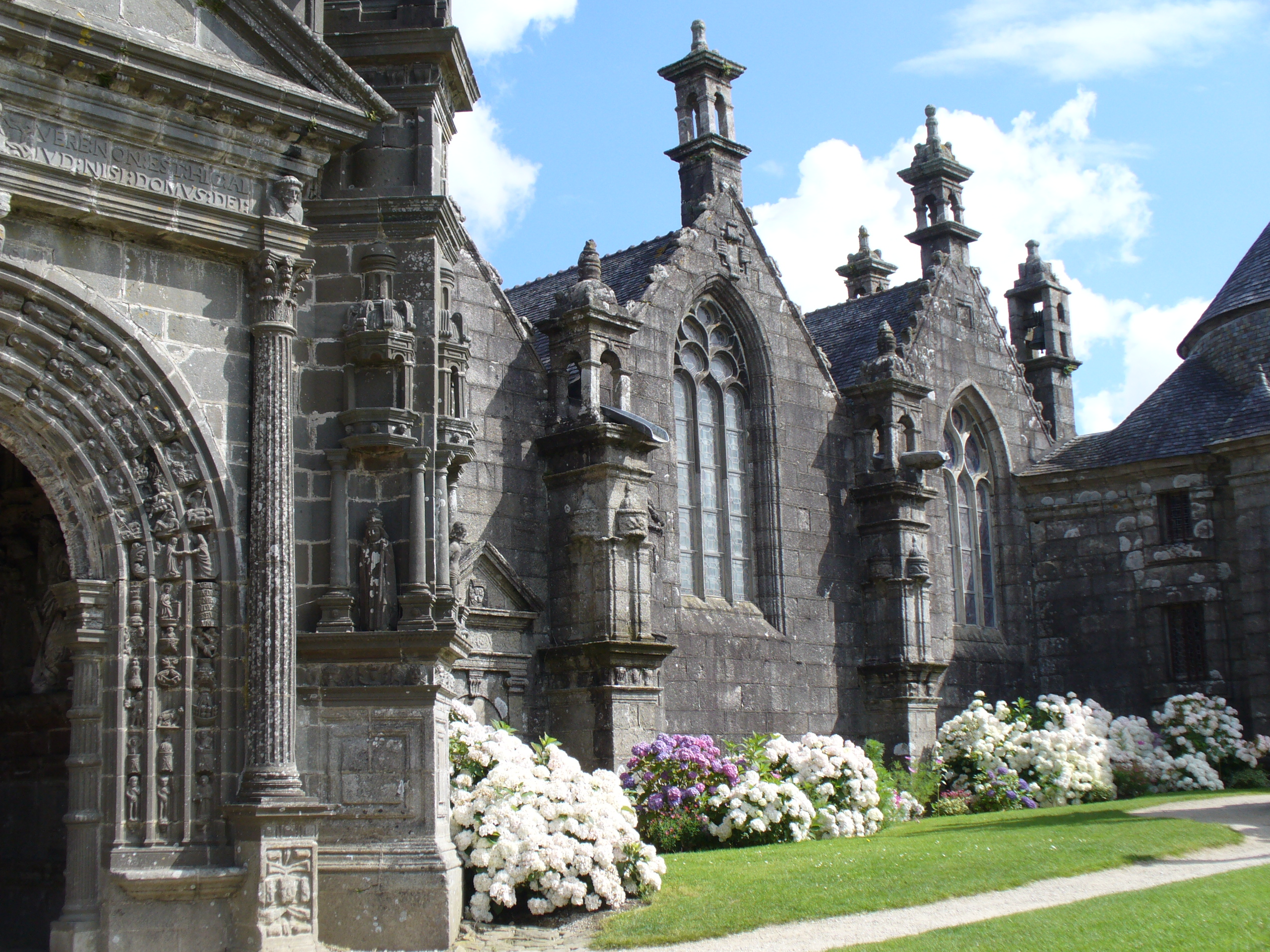
L'église Saint-Miliau : vue partielle.
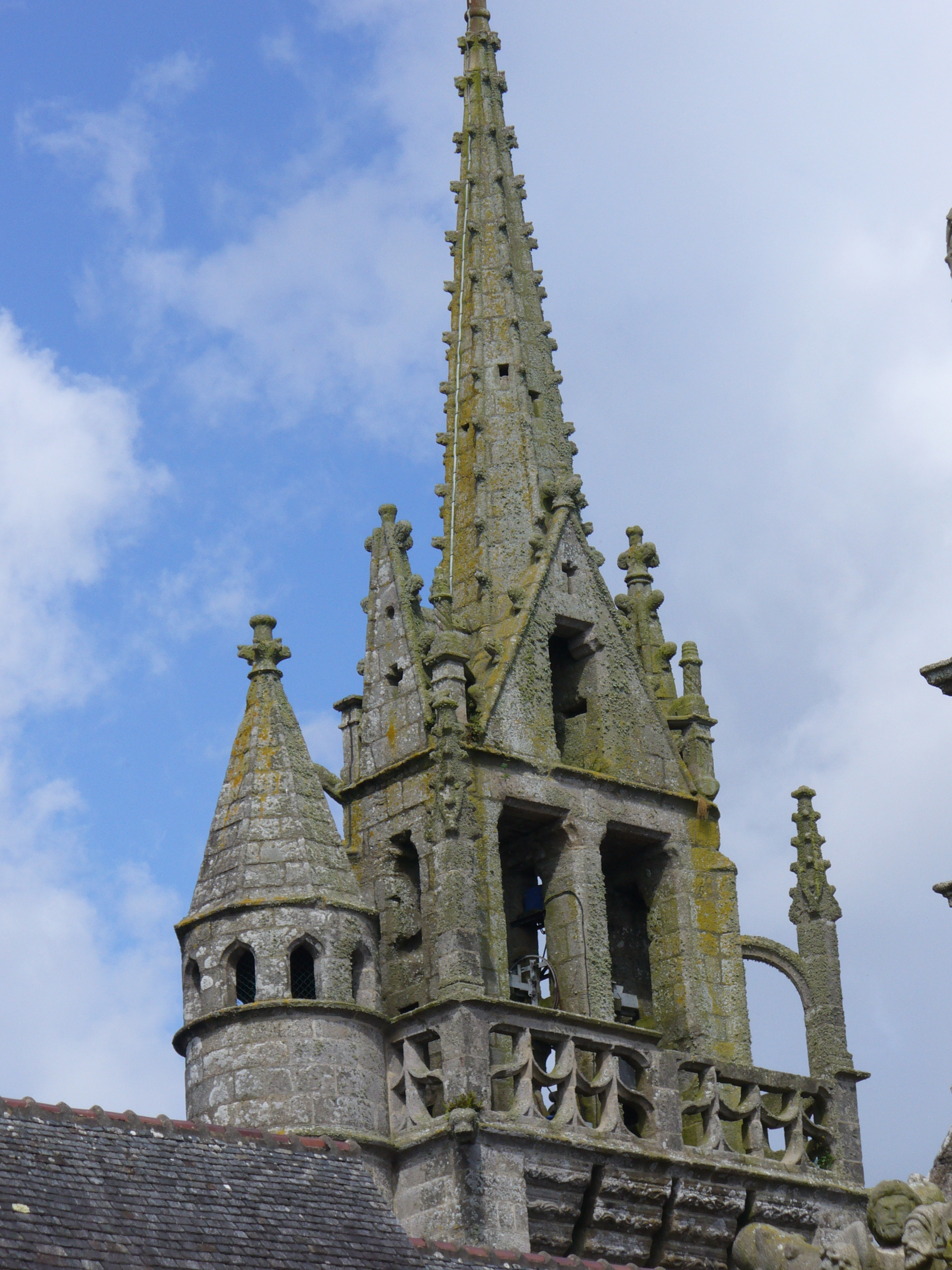
Le clocher de l'église Saint-Miliau.
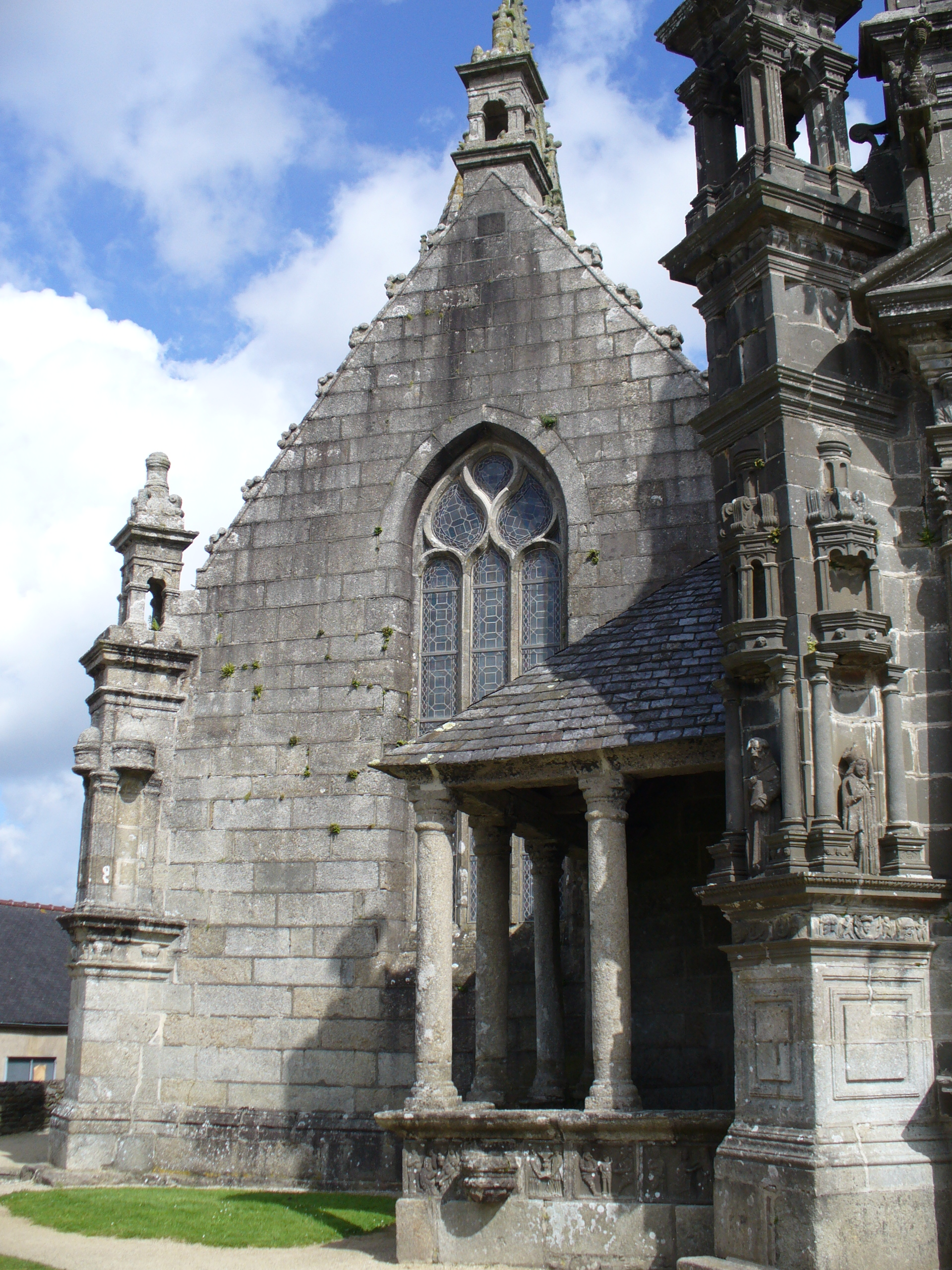
L'ossuaire attenant à l'église Saint-Miliau.
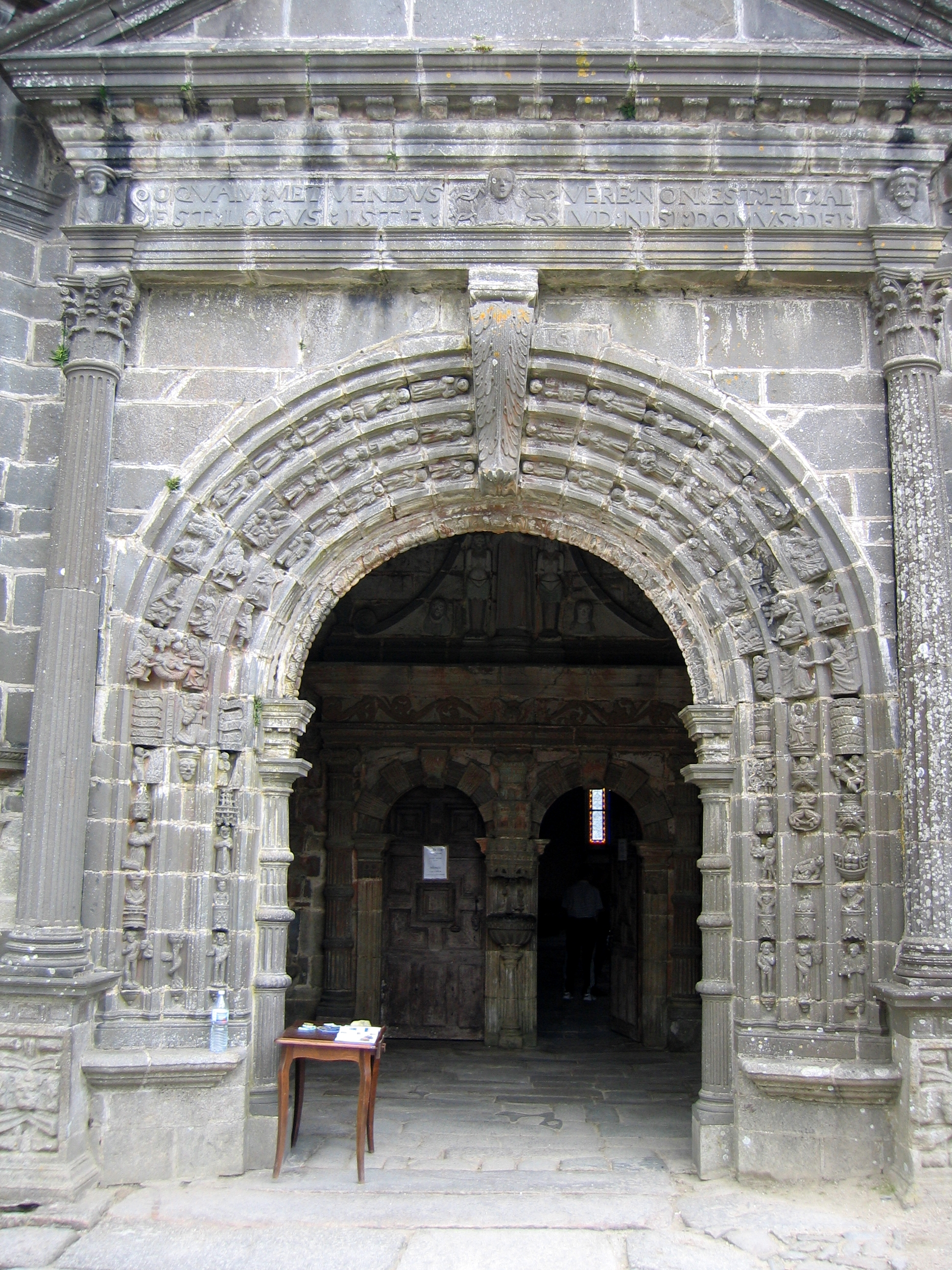
L'entrée de l'église Saint-Miliau.
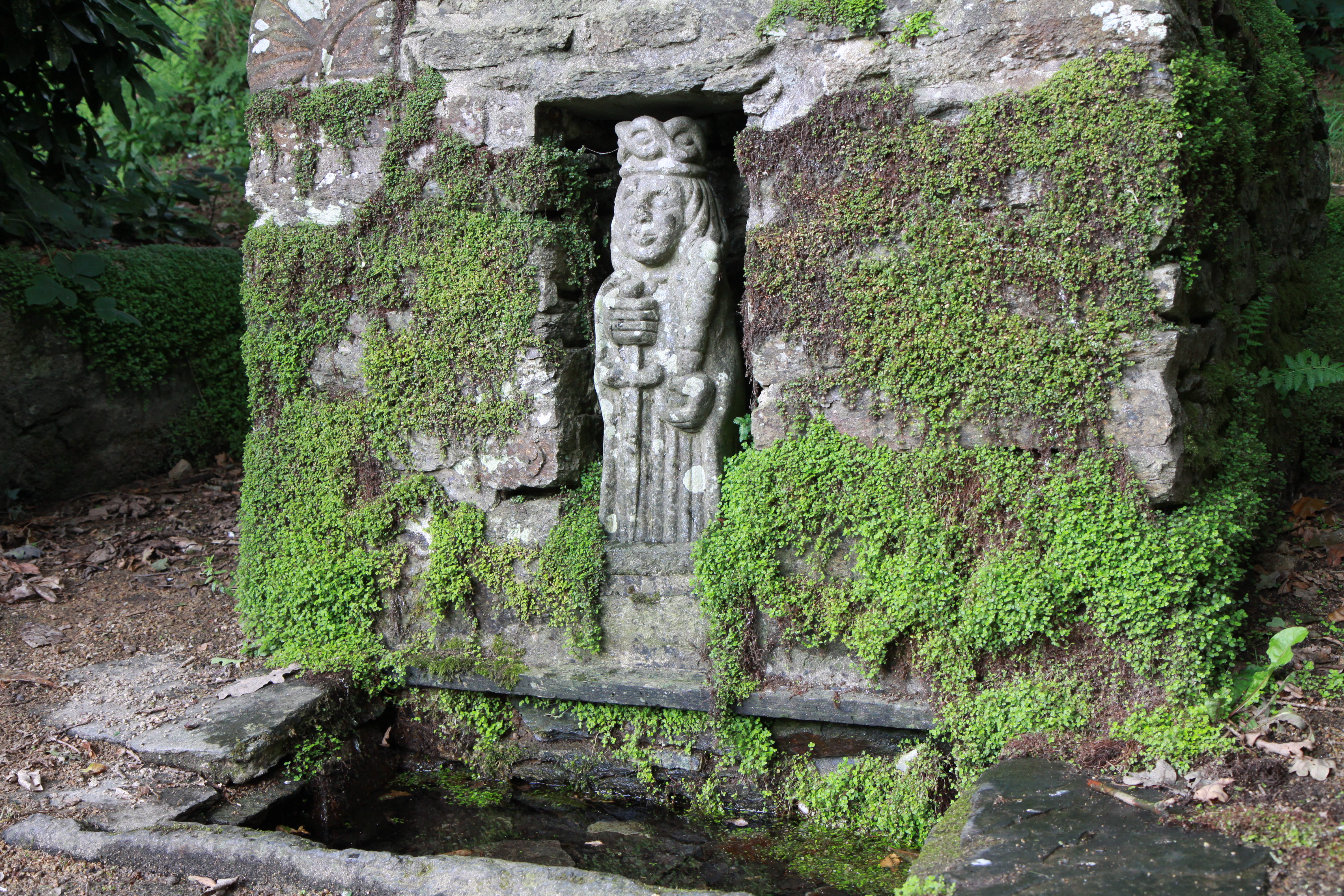
La fontaine Saint-Miliau.

- L'église Saint-Miliau, dédiée à saint Miliau, mêle les styles flamboyant et Renaissance, possède deux nefs et cinq chapelles latérales à fenêtres flamboyantes, ses murs sont blanchis à la chaux, de nombreuses poutres et sablières sculptées, et une voûte en plein cintre en forme de bateau renversé. Le chevet à noues multiples permet un bon éclairage du chœur en raison des cinq fenêtres existantes.
  -     - Le clocher, à flèche aigüe, gothique, est de style Beaumanoir et date du XVIe siècle, remontant à une construction antérieure à l'église actuelle. L'accès à la plate-forme se fait par un escalier à vis logé dans la tourelle ronde accolée à la flèche.

  - L'orgue en chêne noir, construit par le facteur Thomas Dallam au XVIIe siècle et restauré en 1989 par le facteur d'orgues Gérard Guillemin, est orné de bas-reliefs représentant l'un le roi David jouant de la harpe devant l'Arche, un second sainte Cécile jouant de l'orgue, un troisième le triomphe d'Alexandre d'après Charles Le Brun et un quatrième le peuple en liesse accueillant son souverain (Louis XIV), assis sur son char.
  - Le baptistère de 1675, à colonnes et à personnages, en chêne sculpté, surmonté d'un baldaquin  de style Renaissance en chêne que supportent d'élégantes colonnes torses enlacées de vignes chargées de raisins et d'une variété infinie de fleurs, de fruits et d'insectes, au-dessus duquel deux renommées embouchent la trompette et élèvent une couronne royale[80]. Le tambour octogonal du baptistère est animé de statuettes représentant les Évangélistes et les saints bretons populaires ; saint Louis y est représenté, mais sous les traits de Louis XIV ainsi que saint Miliau, habillé en courtisan. La cuve baptismale est en granite.
  - Un bénitier de style Renaissance date du XVIe siècle.
  - La chaire à prêcher intérieure, de 1677, présente de nombreuses sculptures : quatre anges dodus, trois cariatides, les vertus théologales (Foi, Espérance et Charité) et les vertus morales : force, tempérance…
  - Le vitrail de la maîtresse-vitre représente la Crucifixion et la Descente de Croix. Les autres vitraux d'origine ont disparu[81] et les vitraux actuels datent du milieu du XIXe siècle et sont dus à Jean-Louis Nicolas de Morlaix.
  - Le maître-autel porte une statue de saint Michel costumé en acteur de Racine et l'église possède de nombreuses autres statues comme saint Laurent sur son gril ; saint Hervé en moine, accompagné de son loup chargé du collier de l'âne qu'il avait dévoré ; saint Yves en costume noir d'avocat ; un petit personnage costumé en acteur de Molière ; etc[82].
  - Les retables :
    - Le retable de saint Miliau, attribué à Guillaume Lerrel et date de la fin XVIe siècle ou du début XVIIe siècle et présente divers épisodes de sa vie : en prière en famille, portant sa tête et soutenu par sa femme Aurélie (Awrilia), distribuant du pain, encourageant les moissonneurs. Il présente aussi saint Méloir, poursuivi par Rivod et se réfugiant dans la chambre de sa mère, Méloir près de Miliau et Rivod, l'assassin de Miliau.
    - Le retable du Rosaire date du XVIIe siècle (une Confrérie du Rosaire a été créée à Guimiliau en 1675) : au centre une Vierge à l'Enfant donne le chapelet à saint Dominique et à sainte Catherine de Sienne ; sur le pourtour, 15 médaillons représentent les 15 mystères du Rosaire.
    - Le retable de saint Joseph date du XVIIe siècle : au centre saint Joseph tient l'Enfant-Jésus par la main : ils sont entourés de sainte Anne et sainte Élisabeth. Au-dessus, saint Laurent est représenté avec son gril.

  - Les deux confessionnaux datent du XVIe siècle.
  - La bannière de procession offerte par la Confrérie du Saint Sacrement est ancienne bien que de datation incertaine : elle représente sur une face saint Miliau (costumé en roi de Bretagne et tenant un sceptre) et sur l'autre la Crucifixion.
  - La sacristie, datée de 1676, est flanquée de quatre absidioles. Elle a été ajoutée après la construction de l'église en raison de l'arrêt du Parlement de Bretagne daté de 1665 rendant obligatoire la construction de sacristies.
  - Le porche, avec les statues des douze apôtres en kersanton, est de style Renaissance même s'il a été construit sous le règne de Louis XIII. Au milieu du fronton soutenu par deux colonnes corinthiennes, une niche contient une statue de saint Miliau[24]. Les ébrasements du porche présentent « La tentation d' Adam et Ève » : Ève, le buste légèrement penché en avant, esquisse un sourire de ravissement à l'idée de croquer la pomme qu'elle tient en main, pendant que le serpent lui susurre à l'oreille ; Adam et Ève masquent leur nudité de leur main gauche[83]. Les bancs de pierre servaient de sièges lors des réunions de notables qui se tenaient habituellement sous le porche.
  - L'ossuaire date de 1648 et est désormais dénommé chapelle Sainte-Anne. Il porte l'inscription Memento mori.
  - La chaire à prêcher extérieure, à baldaquin, est placée dans l'une des ouvertures de l'ossuaire.

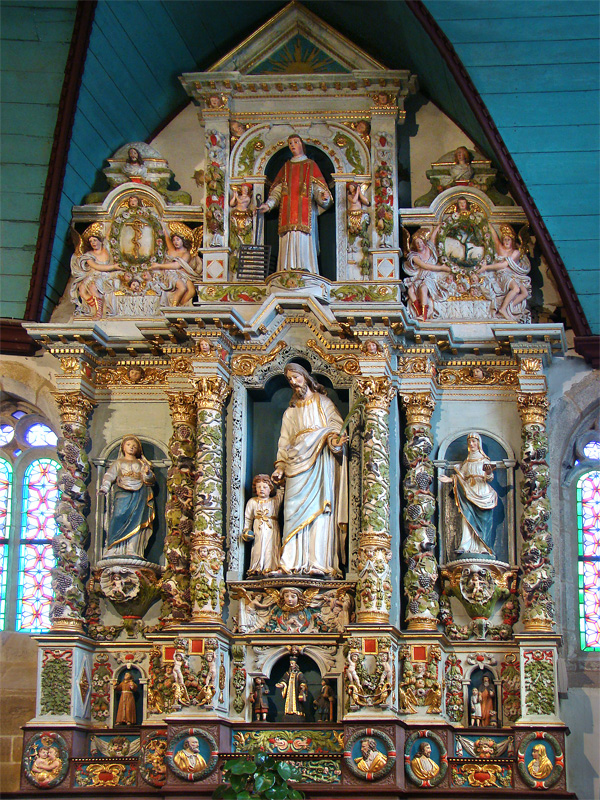
Retable de saint Joseph.
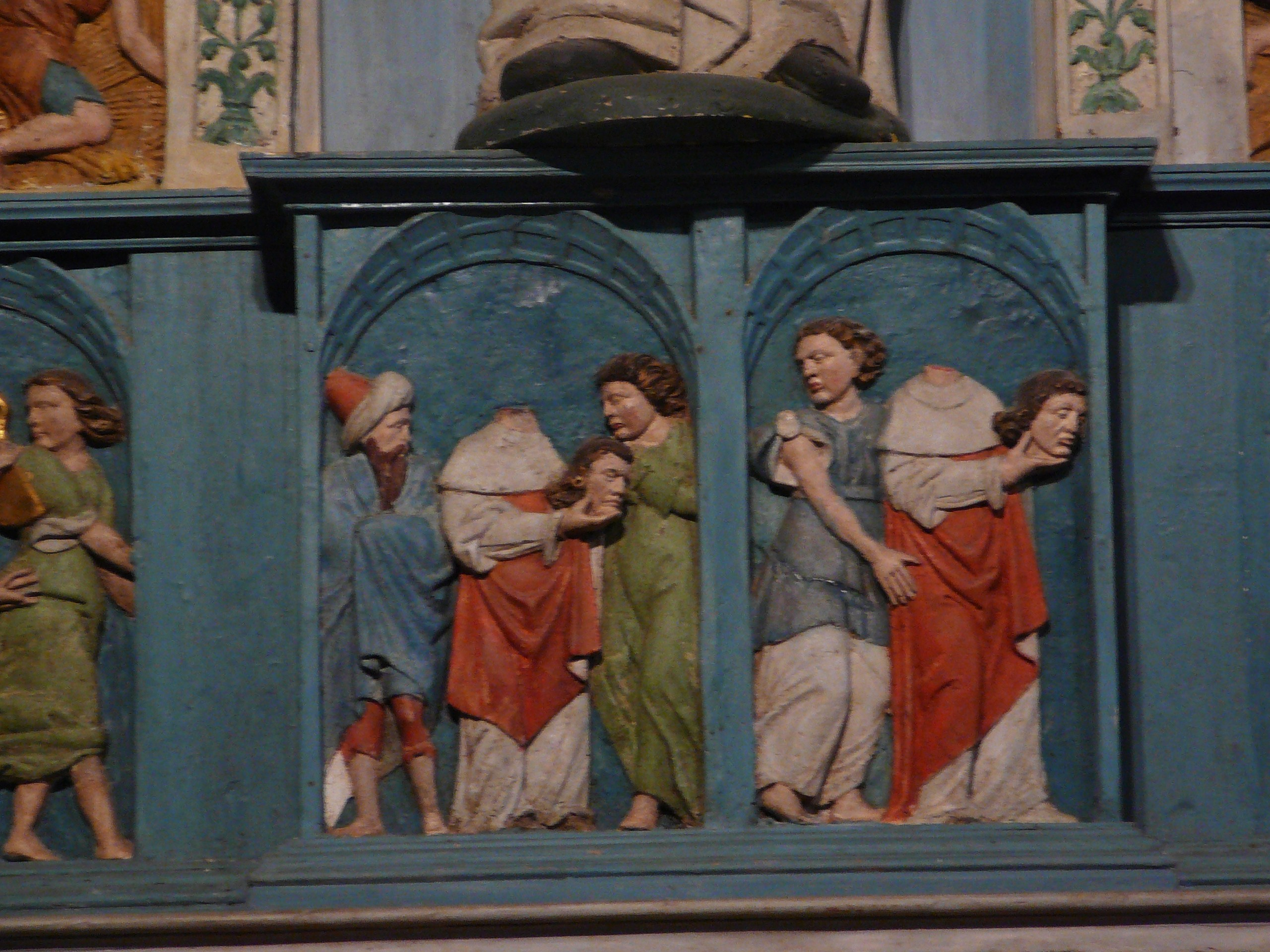
Sculptures de saint Miliau portant sa tête.
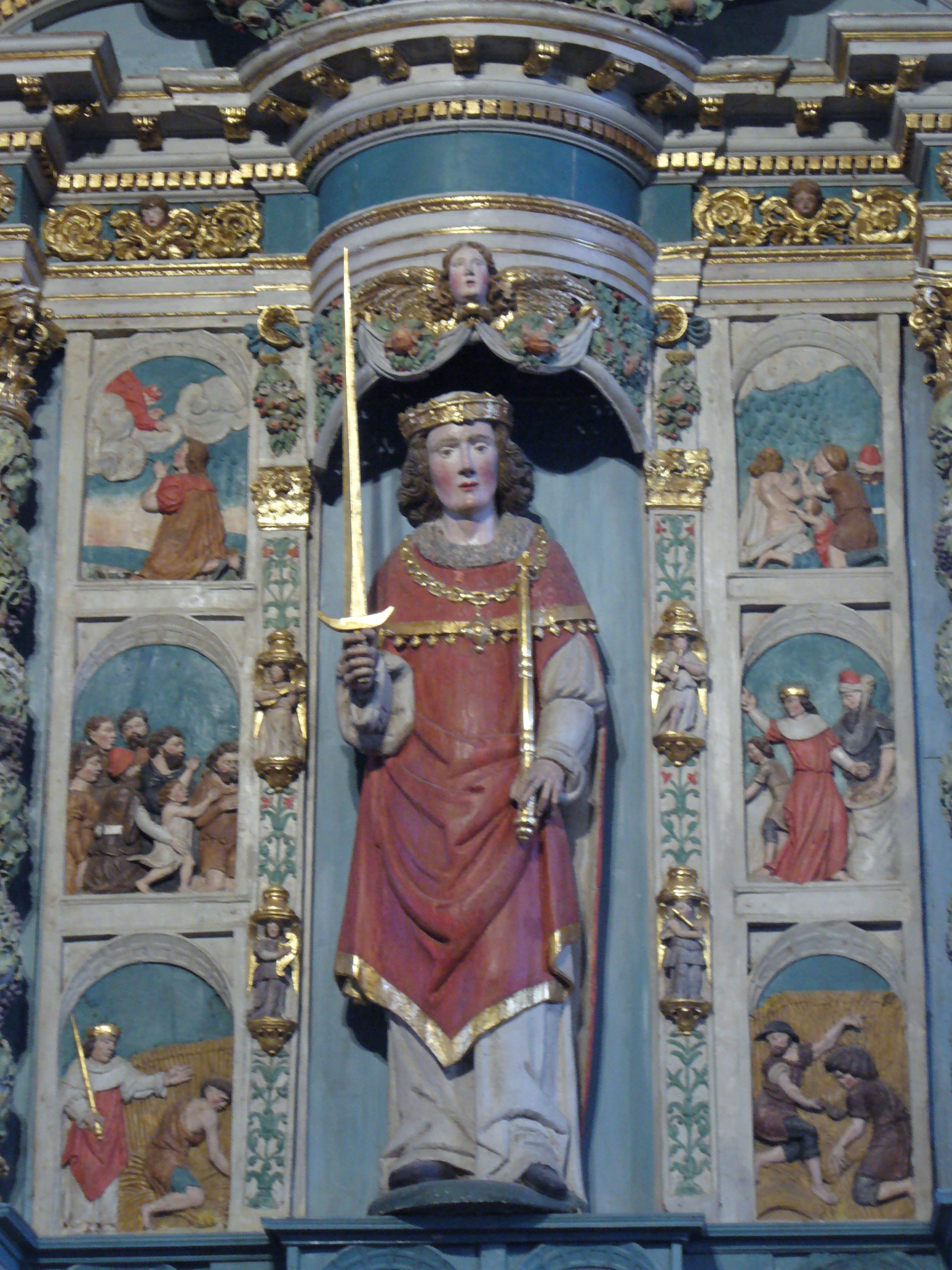
Retable représentant saint Miliau.
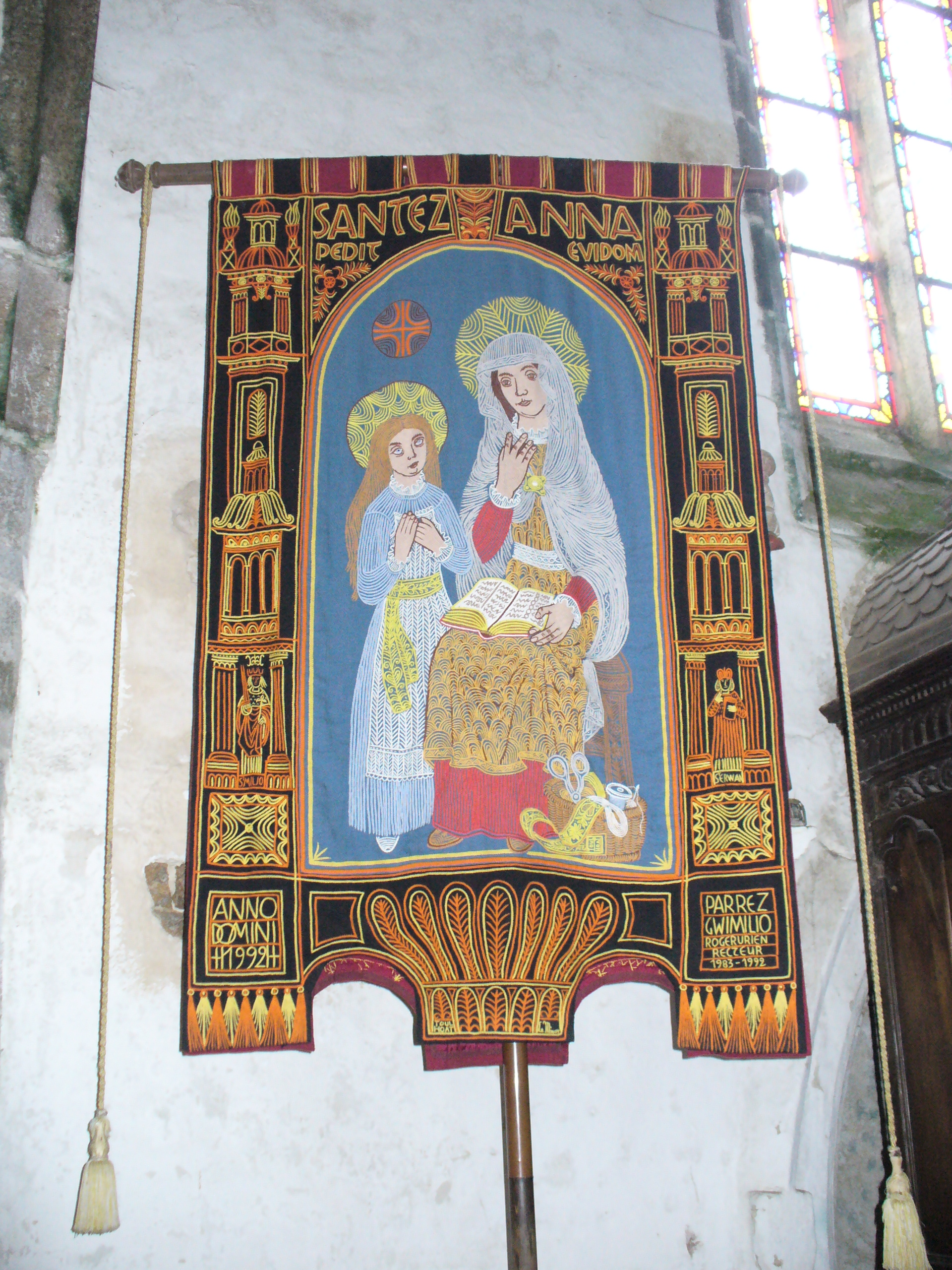
La bannière de sainte Anne.
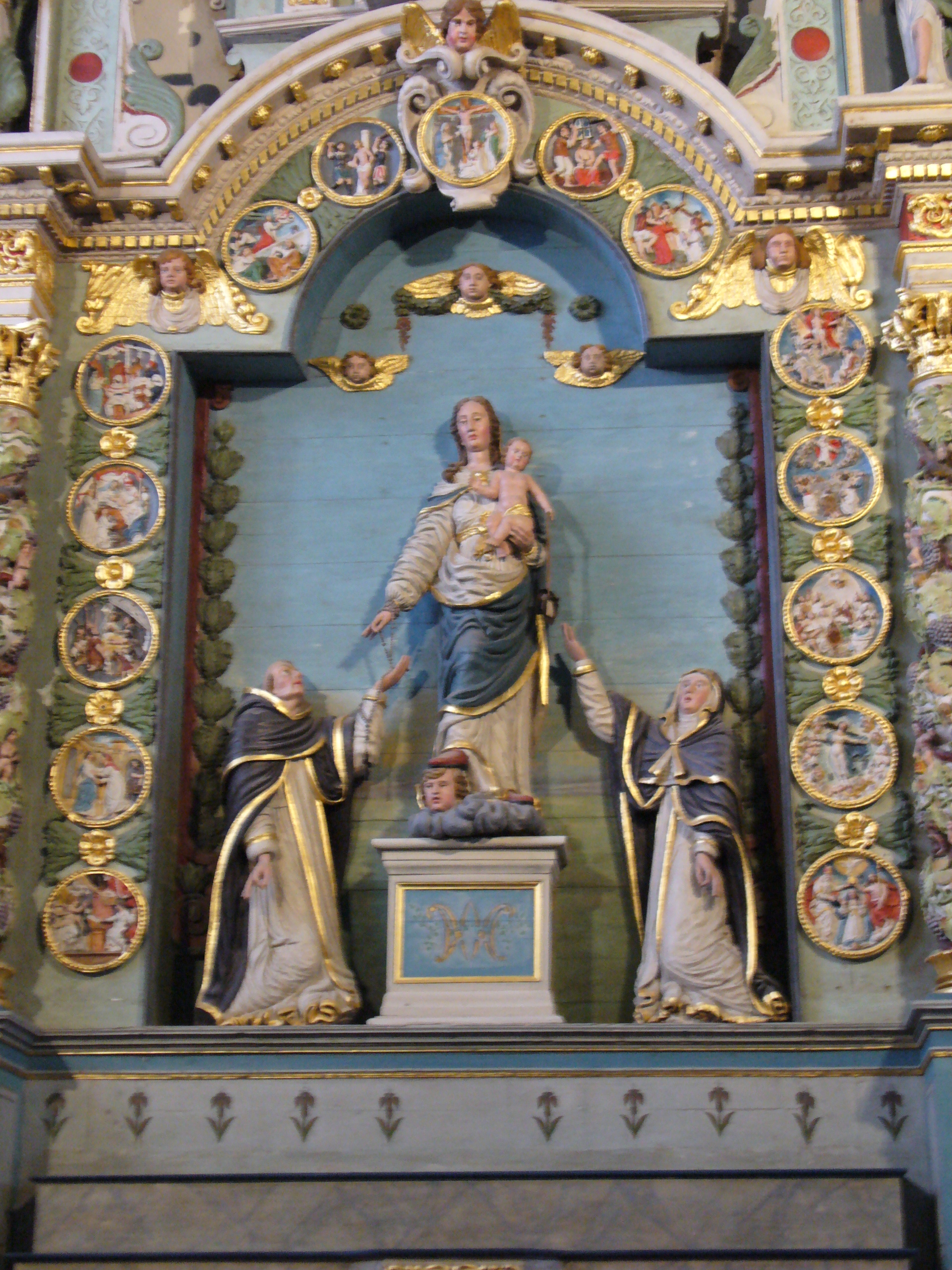
Le retable du Rosaire.
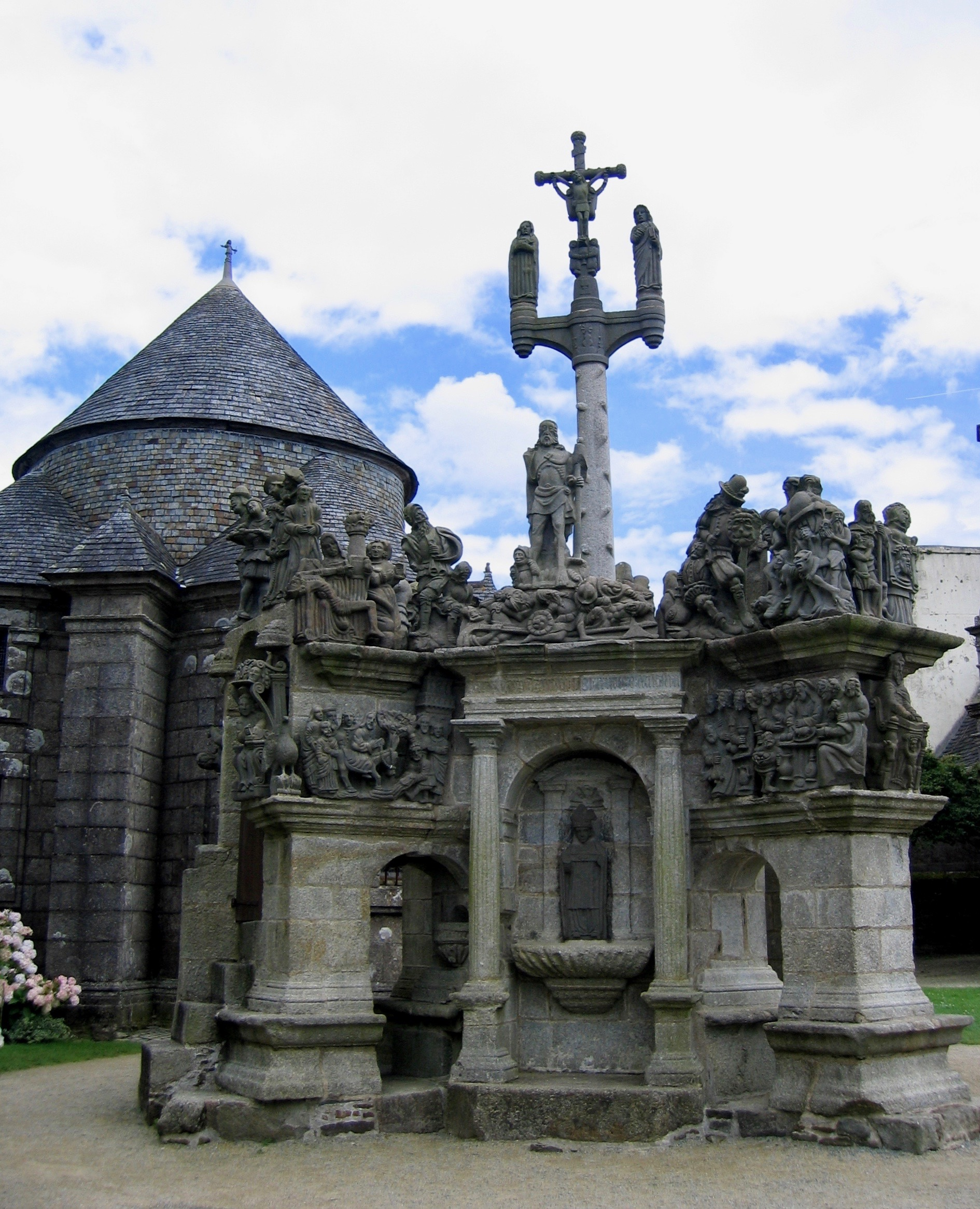
Calvaire de l'enclos.
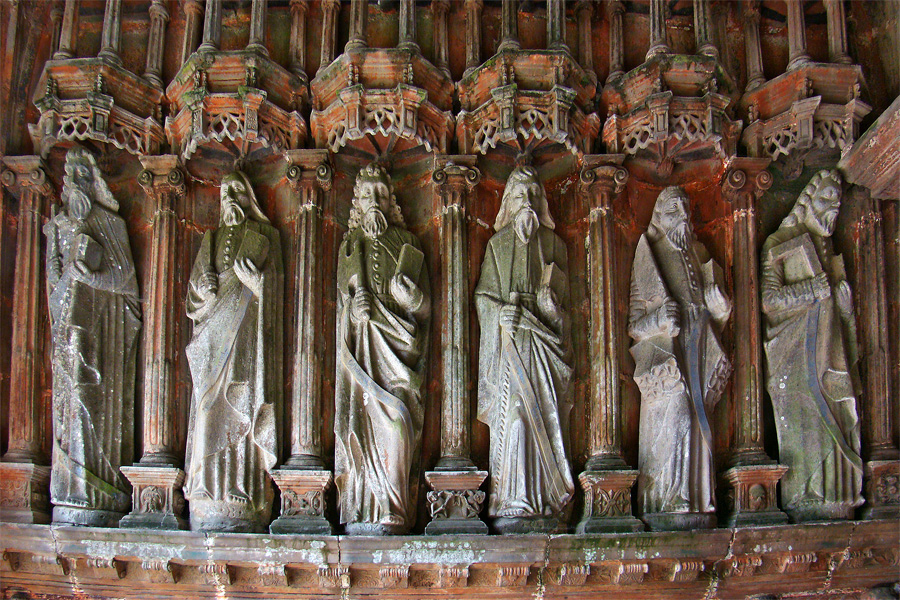
Porche de l'église, côté gauche (six apôtres).
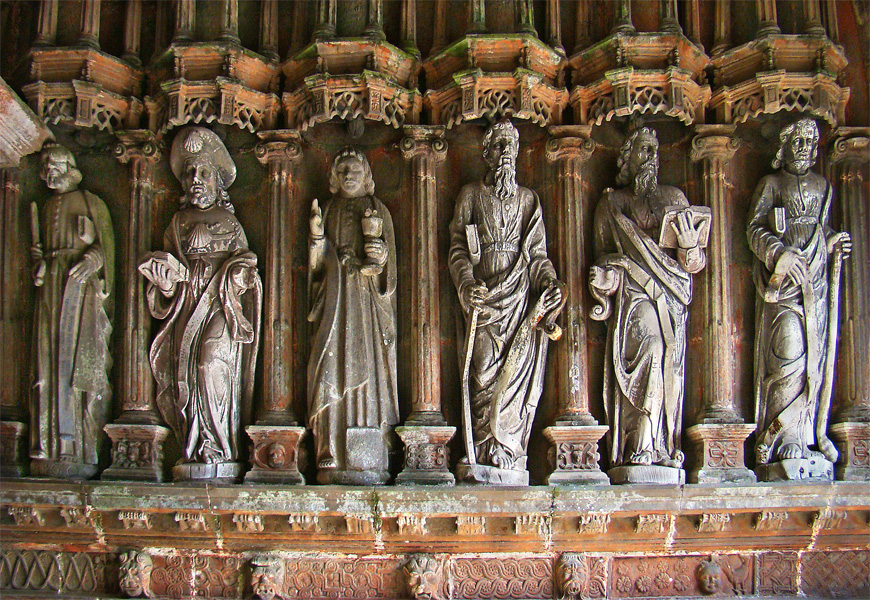
Porche de l'église, côté droit (six apôtres).
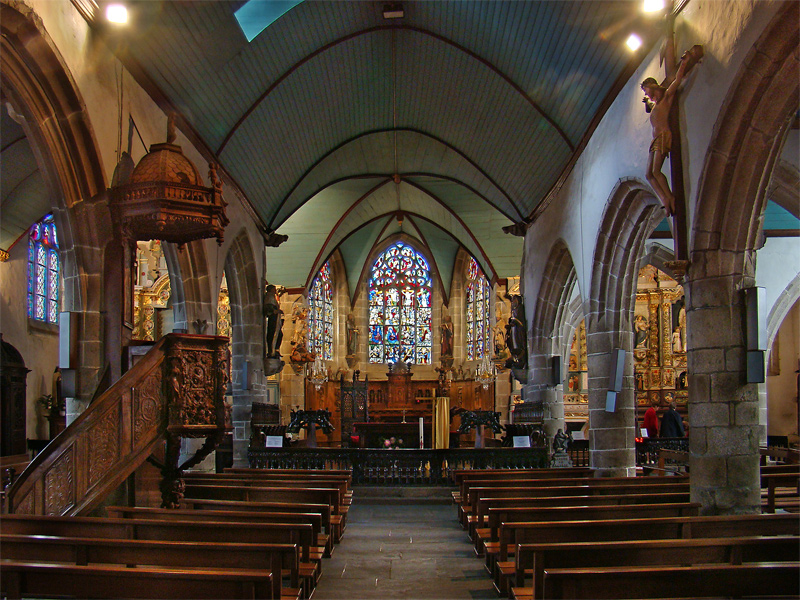
Nef et chœur.
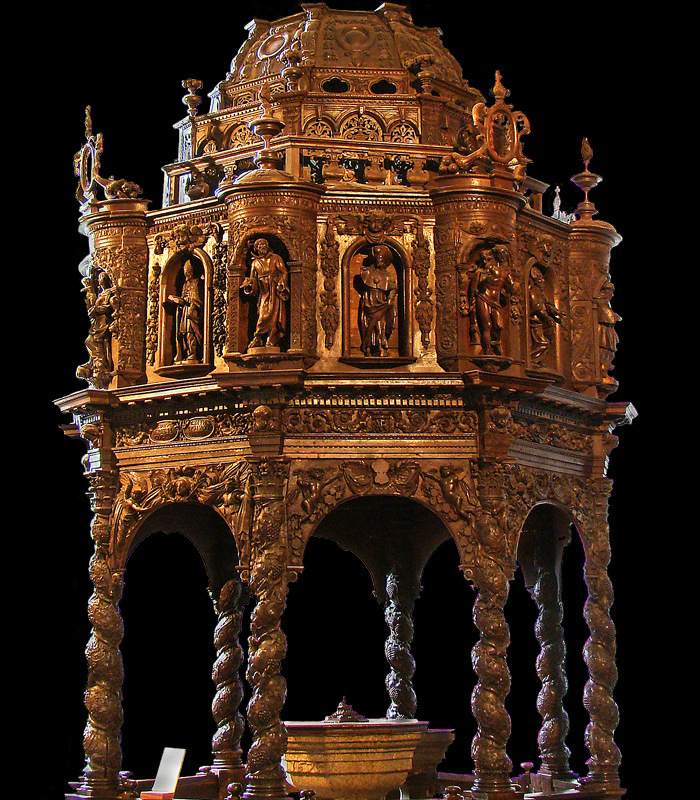
Baptistère en chêne sculpté.
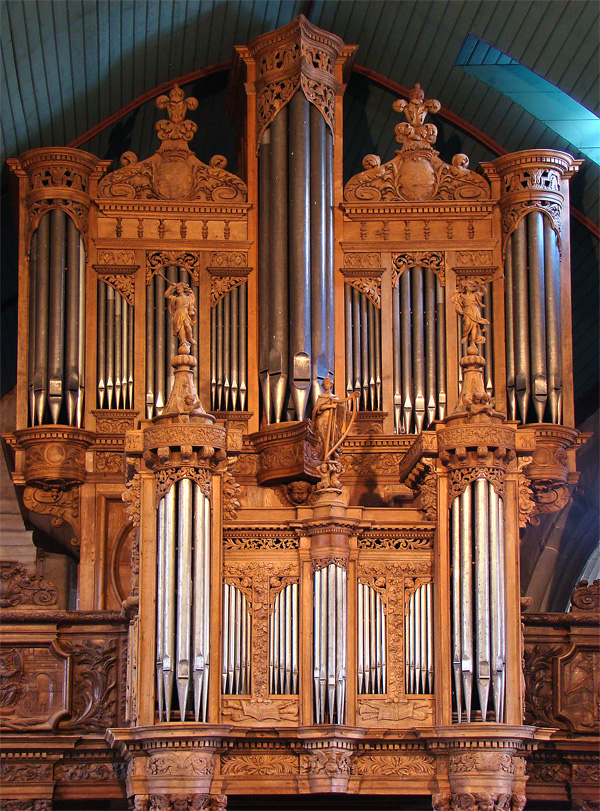
Orgues de Thomas Dallam.

- La fontaine Saint-Miliau (située à la limite de la commune de Lampaul-Guimiliau) date du XVIIe siècle ; saint Miliau y est représenté en roi de Cornouaille.

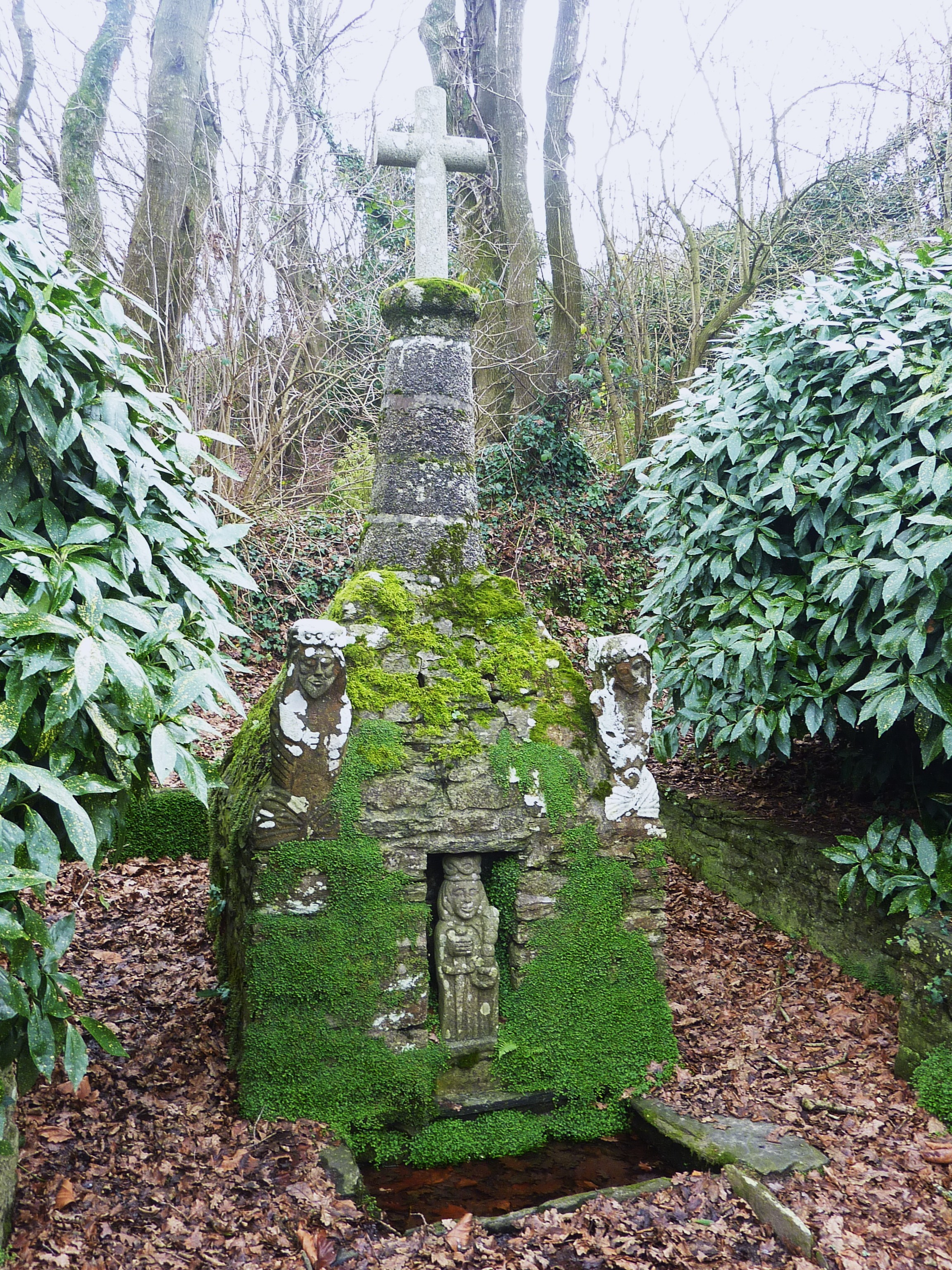
La fontaine Saint-Miliau.
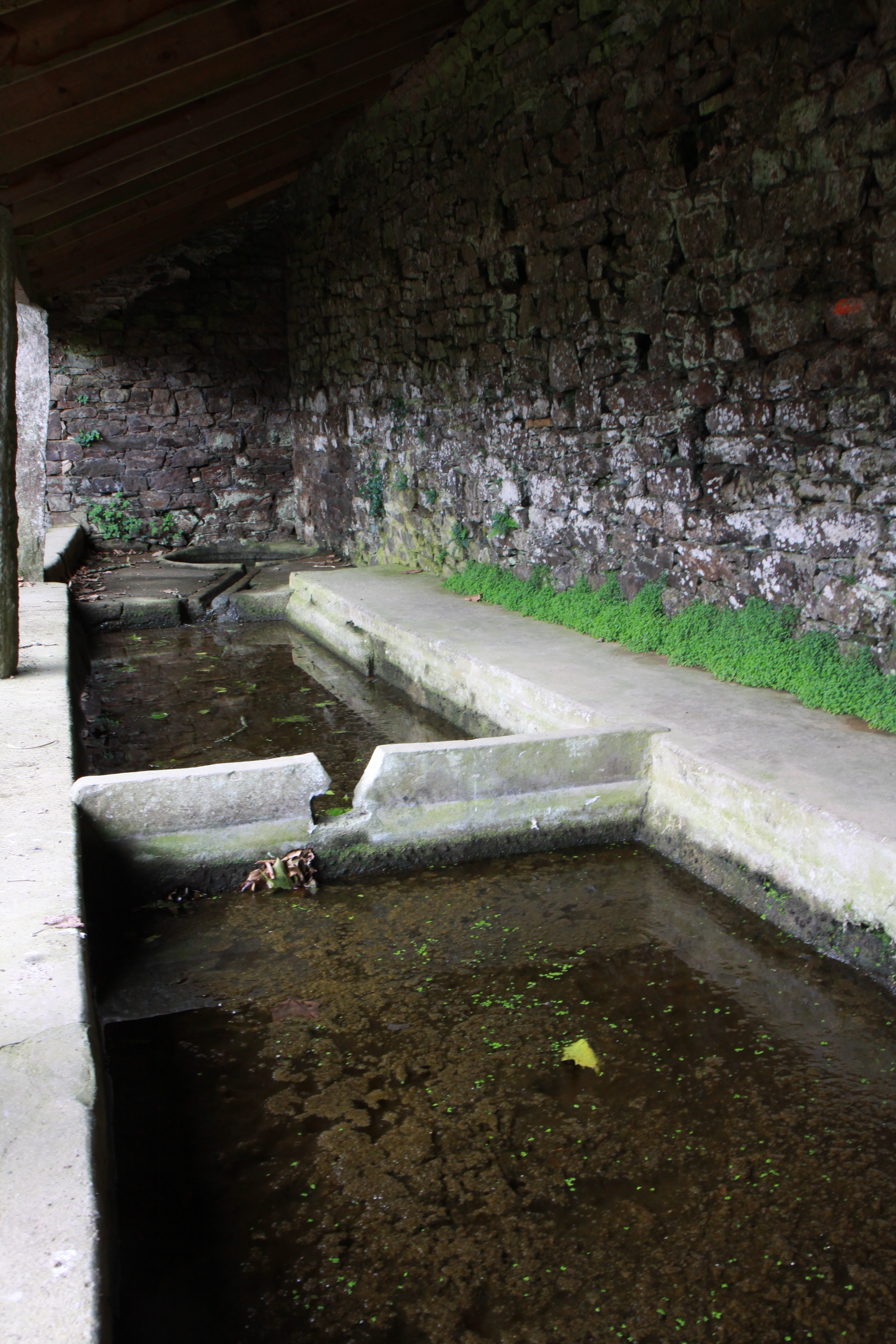
Le lavoir près de la fontaine Saint-Miliau.

- la grotte de Roc'h Toul (le « trou de la roche »), situé sur le territoire de la commune de Guiclan : selon la légende, la grotte se prolonge jusque sous le maître-autel de l'église paroissiale de Guimiliau et l'on y a entendu un coq chanter sous le chœur[84].

Par ailleurs :
- le manoir de Kervern (XVIe siècle) a appartenu à la famille Kergorlay, puis au XVIIIe siècle à la famille Sarsfield[85].
- le kanndi (ou « buanderie ») de Kerizella (XVIIe siècle).

## Traditions populaires et dicton
- À Guimiliau, au pied du calvaire, une statue d'une femme dont la tête est détachée représente sainte Barbe. Lorsqu'on veut se marier dans l'année, on pique une épingle dans le cou, puis on repose la tête à sa place.
- En dessous de ce même calvaire se trouve un bénitier où les habitants de la contrée déposent les dents qu'ils perdent ou se font arracher ; ils espèrent être ainsi définitivement débarrassés du mal de dents[86].
- Voici la traduction française d'un dicton traditionnel en langue bretonne concernant Guimiliau :

 À Lampaul les cornes

 À Saint-Thégonnec les bombances

 À Guimiliau les mauvaises langues

 Plounéour la pauvre

 Commana la misérable

 À Pleyber-Christ est la sagesse.

## Légendes
- Saint Pol et le dragon de Guimiliau[88].

## Tableaux
- Yvonne Jean-Haffen : Guimiliau : au milieu des croix[89].
- Yvonne Jean-Haffen : Guimiliau : symphonie en gris[90].

## Personnalités liées à la commune
- Marie-Amice Picard, mystique célèbre, née le 2 février 1599 à Guiclan, fut baptisée à Guimiliau.
- Thomas Dallam, facteur d'orgue d'origine anglaise et constructeur des orgues de Guimiliau est décédé dans cette paroisse le 14 juillet 1705.
- Une dynastie d'organistes à Guimiliau :
  - François-Yves Le Roux, organiste, né dans la ferme ex-manorale de Kernaou en Ergué-Gabéric le 17 février 1788, marié en 1821 avec Marie Hélène Maguet, de Guimiliau, est décédé le 30 juillet 1838 à Guimiliau. Jeune, il étudia la musique à Quimper avant de s'engager à Brest sur un navire corsaire ; fait prisonnier lors d'un combat à Terre-Neuve, il passa quatre ans sur un ponton de Portsmouth dont il s'évade ; « C'est la musique qui lui a valu de rester en bonne santé car il donnait des cours de solfèges aux prisonniers des pontons anglais »[91] ; il débarque alors à Roscoff, devient maître d'école à Lampaul-Guimiliau, puis organiste à Guimiliau[92].
    - Son fils Jean-Louis Le Roux fut organiste à Pleyber-Christ.
    - Sa fille Maryvonne Le Roux, née à Guimiliau en 1823, succéda à son père comme organiste à Guimiliau aux alentours de 1840.
    - Son autre fils Allain Marie, né le 9 août 1832 à Guimiliau, marié le 8 novembre 1868 à Guimiliau avec Marie Françoise Poliquen, succéda à sa sœur Maryvonne organiste à Guimiliau à partir de 1860.
      - Marie-Hélène et Marie-Jacquette Le Roux, filles d'Allain Marie, furent ensemble organistes à leur tour à Guimiliau entre 1880 et 1907, date à laquelle les orgues deviennent inutilisables jusqu'à leur restauration en 1989[93].

## Héraldique
| Blason de Guimiliau | Blason  | D'azur à une épée basse d'argent accostée de deux mouchetures d'hermine du même et surmontée d'une couronne comtale au naturel ; à la bordure crénelée d'or. DeviseBeza e peoc'h (Être en paix) |
| Blason de Guimiliau | Détails | La couronne et l'épée sont pour saint Miliau, comte, guerrier et patron de la paroisse locale, les mouchetures d'hermines sont pour la Bretagne, la bordure est pour l'enclos paroissiale, dont la construction fut possible grâce à la culture du lin, qui est rappelée par le champ d'azur, couleur de la fleur de lin. Création Jean-François Binon, adoptée en 2021. |